# Приютино (усадьба)
Прию́тино — бывшая усадьба первого директора Публичной библиотеки, президента Академии художеств А. Н. Оленина, одна из немногих сохранившихся до наших дней усадеб первой половины XIX века под Петербургом, микрорайон города Всеволожска Ленинградской области (с 1963 года).
Усадьба расположена недалеко от платформы Бернгардовка Ириновского направления Октябрьской железной дороги, на 6-м километре Дороги жизни. В ней открыт литературно-художественный музей «Приютино».

## История

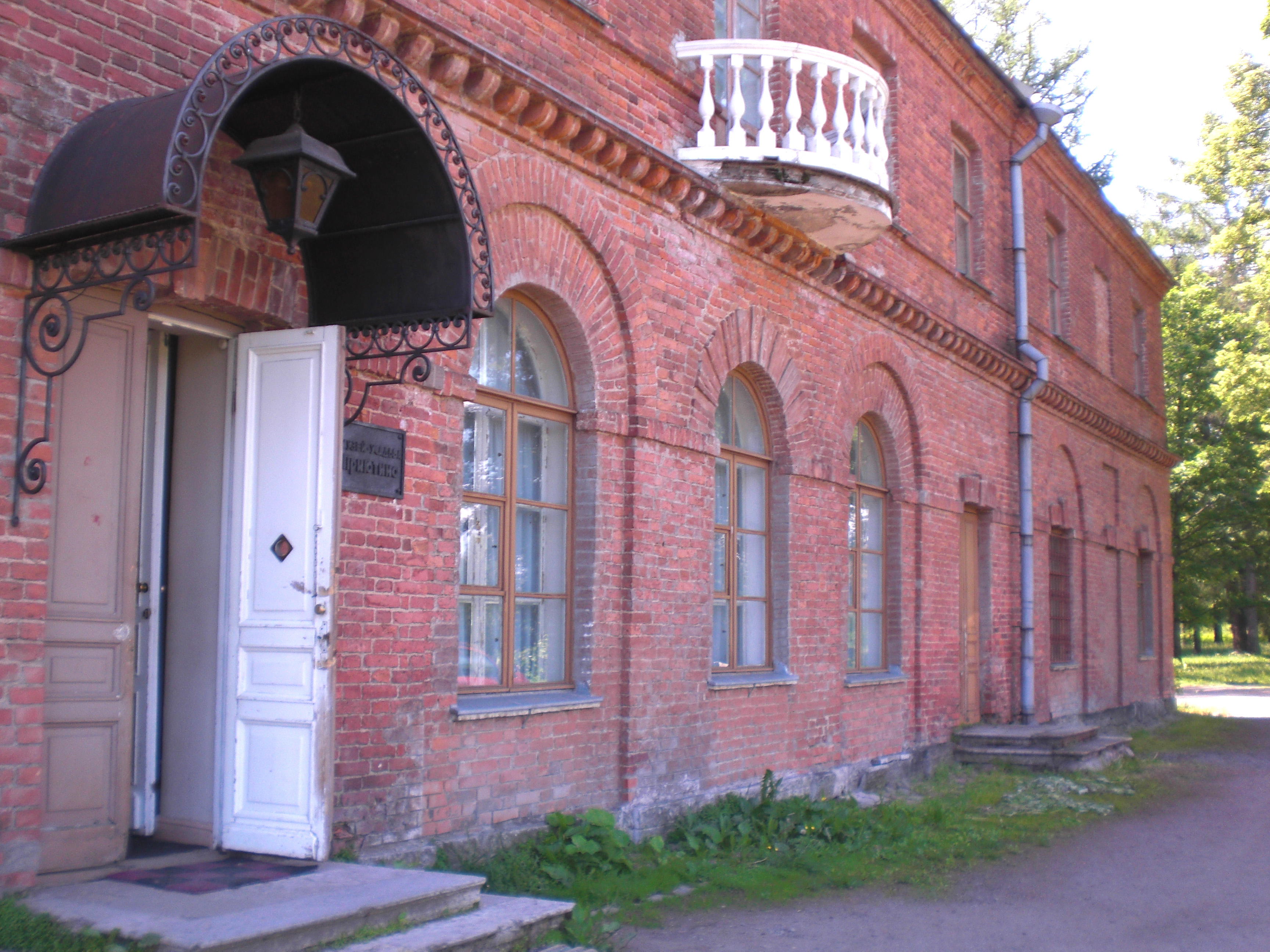
Вход в музей Приютино, вид со стороны фасада барского дома, обращённого к реке Лубье.

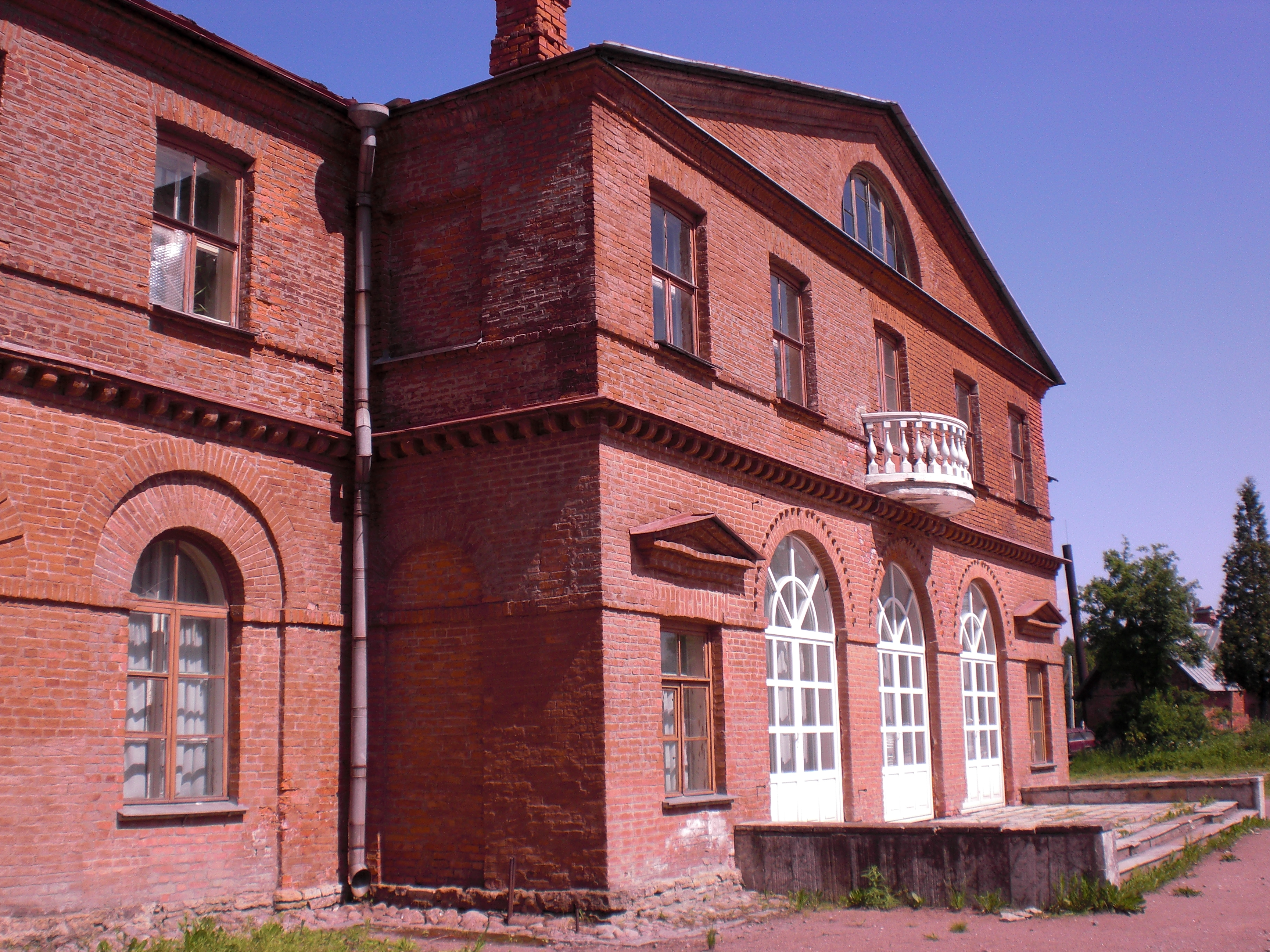
Господский дом усадьбы Приютино, вид со стороны галереи.

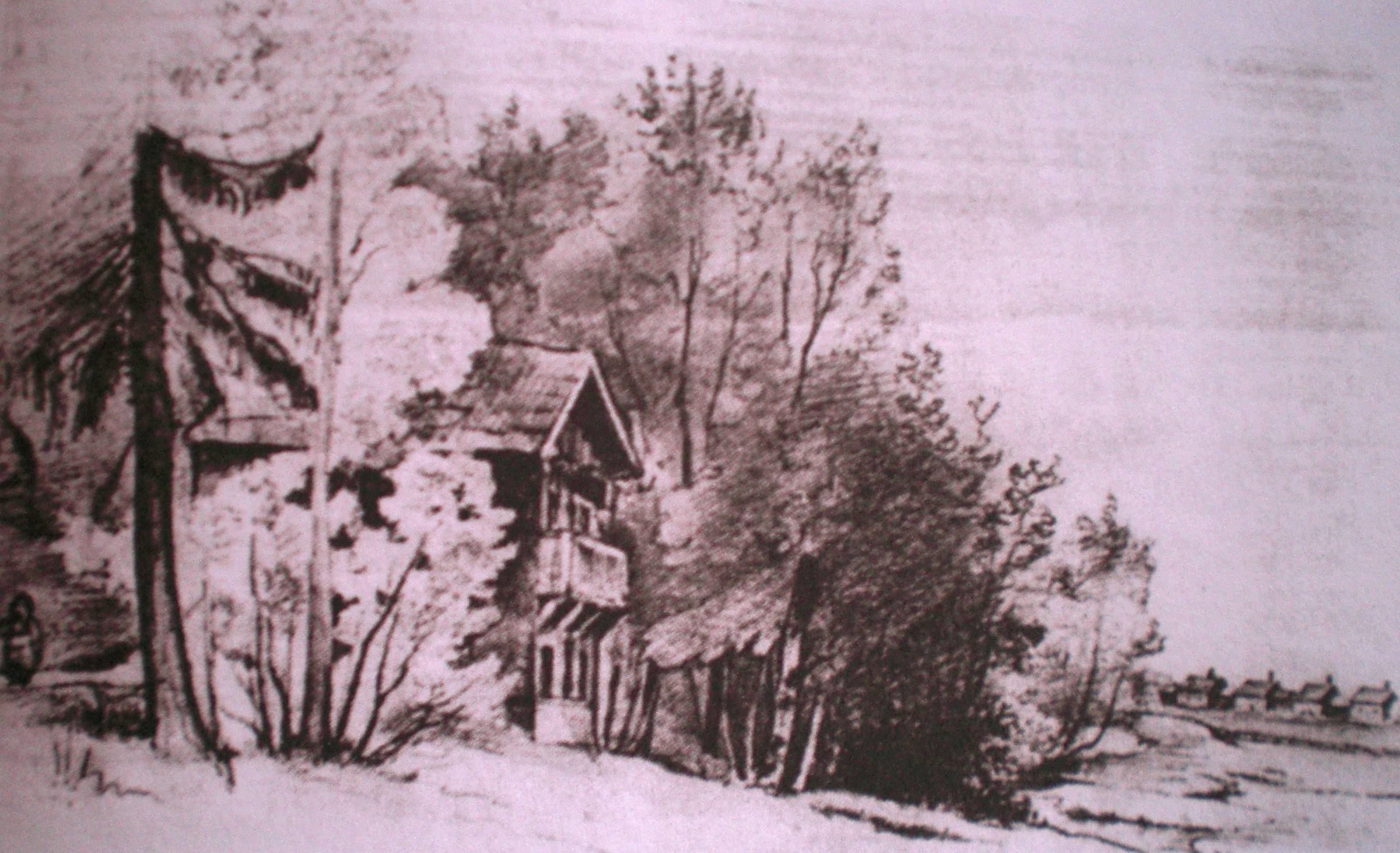
Вид господской баньки и крестьянских домов Приютино на рисунке Г. Г. Гагарина 1833 года.

766 десятин пустопорожней земли для будущей усадьбы было куплено А. Н. Олениным на приданое жены в 1795 году у барона Густава Фридрикса (Фредерикса) за 3000 рублей ассигнациями.
Приютино представляет собой редкий образец усадебного комплекса, выстроенного из красного неоштукатуренного кирпича. Ряд усадебных построек обнаруживает влияние большого друга семьи Олениных Николая Александровича Львова — архитектора, инженера, художника и строителя. Прямых свидетельств его участия обнаружить не удалось, однако в самом принципе формирования усадьбы, особенно в парковой её части с комбинированием утилитарной и художественной функций построек, улавливаются особенности его почерка, его стиль. В книге Н. В. Мурашовой и Л. П. Мыслиной «Дворянские усадьбы Санкт-Петербургской губернии» высказано предположение, что архитектором главного усадебного дома был художник Иван Алексеевич Иванов, составлявший план постройки усадьбы. Авторство Львова не подтверждается датами постройки, он мог лишь участвовать в обсуждении проекта усадьбы, тогда как И. А. Иванов занимался возведением усадебного комплекса.
Для усадьбы расчистили равнинное место у Рябовского шоссе. К 1805 году была построена «мыза Приютино, между речкой Лубьей и небольшим ручьём при вновь заведённой запруде», «Мыза деревянная, а при ней кирпичный завод». В 1806 году состоялся первый большой театрализованный приём в честь именин хозяйки, которые отмечались затем ежегодно 5 сентября.
Из-за отсутствия достаточных средств строительство усадьбы велось в течение двух десятилетий, но по единому, хорошо продуманному плану, а кирпичный завод, расположенный за речкой Лубьей, обеспечивал возведение всех сооружений, и постепенно деревянные строения сменились каменными из неоштукатуренного кирпича.
К 1820-м годам было выстроено два господских дома, две оранжереи, 26 хозяйственных и служебных построек. Окончательно сформировался и разросся заложенный на берегу пруда пейзажный парк. Композиционным узлом парка стала широкая запруда, устроенная на ручье Смольном. Деревья и кустарники, обрамлявшие извилистую береговую линию, были сгруппированы так, что по мере движения вдоль берега взору открывались великолепные пейзажные «картины», порой весьма неожиданные. Во многом эффект эмоционального восприятия усиливался от зеркального отражения в воде различных построек и разных по силуэту и цветовой гамме декоративных кустов и деревьев.
Родители вместе с детьми сажали молодые деревья. Дуб, высаженный юным Колей Олениным, засох сразу после его гибели на Бородинском поле. Тогда на этом месте поставили памятник — усечённую пирамиду. В настоящее время можно видеть три старинных дуба, один из которых разломлен. В элегии «Приютино» Гнедич написал:

Здесь некогда наш сын дуб юный возращал:

Он жил, и дерево взрастало.

В полях Бородина он за отчизну пал,

И дерево увяло!

Но не увянет здесь дней наших до конца

Куст повилики сей, на камень насажденный;

И с каждою весной взойдёт он, орошенный

Слезами матери и грустного отца.

А. Н. Оленин добился разрешения устроить в одном крыле флигеля домовую Троицкую церковь: освящена в 1830, упразднена в 1841 году. Медный золочёный крест с мощами был передан в Ильинскую церковь (на Пороховых), годом ранее приходу была подарена копия «Моления о чаше» Ф. А. Бруни.

## Персоналии
В разные годы здесь бывали поэты К. Н. Батюшков, П. А. Вяземский, А. С. Грибоедов, В. А. Жуковский, А. Мицкевич, Н. М. Рубцов, художники В. Л. Боровиковский, Карл и Александр Брюлловы, А. Г. Венецианов, Г. Г. Гагарин, О. А. Кипренский, И. П. Мартос, Ф. Г. Солнцев, Ф. П. Толстой, композиторы и музыканты А. А. Алябьев, А. Н. Верстовский, Матвей и Михаил Виельгорские, М. И. Глинка, А. Ф. Львов (сведения об пребывании Верстовского и Алябьева в Приютине у современников не обнаружены. — Л. В. Тимофеев), декабристы С. Г. Волконский, братья Сергей и Матвей Муравьевы-Апостолы, Н. М. Муравьёв, С. П. Трубецкой, писатель А. И. Тургенев. В любительских спектаклях на сцене домашнего театра участвовали актёры Катерина Семёнова, Иван Сосницкий, Василий и Александра Каратыгины. Однажды Олениных посетил известный немецкий учёный-естествоиспытатель А. Гумбольдт.
В течение тридцати лет (с 1806 года) И. А. Крылов часто посещал Приютино, подолгу жил у Олениных, написал здесь многие свои басни. Поэт Н. И. Гнедич работал в Приютине над переводом «Илиады» Гомера.
Молодой Пушкин часто посещал дом Олениных. Первое издание поэмы «Руслан и Людмила» было оформлено по проекту А. Н. Оленина. Любовь к младшей дочери Олениных Анне вдохновила Пушкина на создание цикла лирических стихотворений. Анне Олениной в альбом Пушкин вписал знаменитое «Я вас любил…».

## Судьба усадьбы
ПРИЮТИНА — деревня принадлежит действительной статской советнице Елизавете Олениной, жителей по ревизии 38 м. п., 37 ж. п. (1838 год)

После смерти Е. М. Олениной усадьба была продана А. Н. Олениным в 1841 году за 40 000 рублей серебром надворному советнику, штаб-лекарю Фердинанду Матвеевичу Адамсу, гомеопату и большому поклоннику сельскохозяйственных нововведений. При нём бывший «приют муз» превратился в молочную ферму, а размеры имения уменьшились почти вдвое. На проданных землях были устроены мызы Софиевка, Христиновка, Марьино и Васильевка. Кроме того, в 1844 году 98 десятин у него купили немецкие колонисты из Ново-Саратовки и Средней Рогатки для устройства дочерней колонии Приютино.
В 1853 году он продал имение генерал-майору Александру Христиановичу Далеру (1805—1861). Затем хозяева Приютина менялись ещё не раз.

ПРИЮТИНА — мыза г. Доллера, по просёлкам, 4 двора, 12 душ м. п. (1856 год)

Мыза упоминается на Плане генерального межевания Шлиссельбургского уезда.

ПРИЮТИНО — мыза г. Даллера, при речке Лубье; 3 двора, жителей 17 м. п., 8 ж. п. 

ПРИЮТИНО — дача г. Грея, при речке Лубье; 1 двор, жителей 3 м. п., 2 ж. п. 

ПРИЮТИНСКАЯ — колония немецкая, при речке Лубье; 5 дворов, жителей 17 м. п., 17 ж. п. (1862 год)

В 1861 году генерал-лейтенант Далер умер и мыза на десять лет перешла во владение его наследников.
Следующим владельцем стал титулярный советник Пётр Фёдорович Серапин (1838—1893). В 1871 году он женился на Луизе Далер, получив часть мызы в приданое, а остальные части выкупил за 30 000 рублей у других наследников и тут же начал распродавать имение по частям, продав за 11 лет 101 десятину.
В 1882 году мызу Приютино, площадью 331 десятина и 1712 квадратных саженей, за 35 625 рублей купил статс-секретарь, тайный советник, член Государственного совета Егор Абрамович Перетц (1833—1899).
Почти 30 лет, начиная с 1853 года, Приютино использовалось своими владельцами как загородная дача, однако Егор Абрамович Перетц решил вернуть мызе хозяйственное значение, вновь стали засеваться поля, снова был заведён молочный скот.
По данным 1889 года, в имении у Е. А. Перетца числились 15 лошадей, 46 коров и три быка, холмогорской, ярославской и айрширской пород соответственно. Хозяйство, за 1320 рублей в год, вёл управляющий с двумя помощниками. Была в усадьбе неработающая водяная мельница. Двухэтажная дача из семи комнат и кухни сдавалась в аренду за 200 рублей в год.

ПРИЮТИНА — станция Ириновской жел. дороги 1 двор, 1 м. п., 1 ж. п., всего 2 чел.

ПРИЮТИНО — мыза, при Ириновском узкоколейном железнодорожном пути, при р. Лубье 1 двор, 29 м. п., 27 ж. п., всего 56 чел., детский приют для мальчиков.

ПРИЮТИНО — посёлок колонистов Новосаратовской колонии, на собственной земле, расположен при ручье и при шоссейной дороге 7 дворов, 31 м. п., 25 ж. п., всего 56 чел., смежно с усадьбой помещика генерала Перца и землёй казённого ведомства.

МАПАЛО — дача, при проселочной дороге, при р. Лубье 1 двор, 4 м п., 2 ж. п., всего б чел., смежно с колонией ПРИЮТИНО. (1896 год)

При последнем владельце Мартыне Александровиче Краузе, владельце молочного склада в Петербурге (ул. Радищева, 34), потомственном почётном гражданине, купившем имение в декабре 1896 года за 55 000 рублей, сохранялись все усадебные постройки и велось образцовое хозяйство. При нём были произведены значительные мелиоративные работы, поля были дренажированы гончарными трубками, имелся кирпичный завод, который он сдавал в аренду, но больше никогда это место не называли, как при Олениных, «усадьбой русских поэтов».

ПРИЮТИНО — селение Новосаратовского сельского общества Новосаратовской волости, число домохозяев — 3, наличных душ — 25; Количество земли — 45 дес., собственная.

ПРИЮТИНО — селение Среднерогатского сельского общества Среднерогатской волости, число домохозяев — 3, наличных душ: 15 м. п., 11 ж. п.; Количество земли — 21 дес. (1905 год)

В XIX — начале XX века селение административно относилось к Рябовской волости Шлиссельбургского уезда Санкт-Петербургской губернии.
Последний владелец мызы М. А. Краузе в 1911 году продал производственные мощности имения Приютино сельскохозяйственному товариществу прибалтийских дворянских имений «Помещик». В 1916 году он через Финляндию эмигрировал в Германию.
После революции в имении был организован совхоз «Приютино», к 1921 году он насчитывал 45 коров, 16 лошадей и 100 га пашни.

ПРИЮТИНО — совхоз, 54 хозяйства, 146 душ.

Из них русских — 34 хозяйства, 98 душ; финнов-суоми — 1 хозяйство, 4 души; немцев — 3 хозяйства, 9 душ; эстов — 7 хозяйств, 15 душ; поляков — 5 хозяйств, 12 душ; латышей — 3 хозяйства, 6 душ; евреев — 1 хозяйство, 2 души. (1926 год)

В 1926 году к совхозу «Приютино» был присоединён совхоз «Щеглово».
В 1929 году в объединённом совхозе «Приютино-Щеглово» было 400 голов молочного скота, 144 лошади и 543 га пашни. 

В 1930 году общая площадь совхоза была 2417 га, посевных площадей — 550 га, огородов — 300 га и 736 голов крупного рогатого скота. Совхоз принадлежал Молочно-огородному тресту. 

В 1940 году посёлок Приютино насчитывал 12 дворов.

## Годы войны 1941—1945

План музея-усадьбы «Приютино»

Приютинский аэродром (по материалам ЦВМА) был построен для авиации КБФ во время Великой Отечественной войны, после начала блокады Ленинграда.

Весной 1943 года сюда перебазировался со Всеволожской 1-й гв. мтап КБФ, однако, как это видно из отчётов о боевой деятельности, самолёты продолжали вылетать на свободную охоту с полной загрузкой с аэродрома Углово, а возвращаться на аэродром в Приютине. О том времени и перебазировании лётчиков 1-го гв. мтап упоминает будущий Герой Советского Союза и генерал-лейтенант А. В. Пресняков в записи от 6 марта 1943: 

«Кажется, только вчера мы покинули наш старый обжитый домик во Всеволожском, а изменений не перечесть»

.

Несколько строк автор посвятил и взлётно-посадочной полосе приютинского аэродрома: 
«Сменилось и место базирования самолетов. ДБ-3 теперь летают для ударов по врагу с вновь построенной взлетно-посадочной полосы, расположенной в трёх километрах от нашего посёлка. К сожалению, она хуже, чем прежняя, длиной девятьсот, а шириной всего сорок метров. Сделана наполовину из кирпича, наполовину из забитых в болото свай, обшитых сверху толстыми тесовыми досками. Взлетать с неё трудно, а садиться ещё трудней, особенно когда доски мокрые и машина на них скользит, как по льду».
Именно поэтому самолёты 1-го гв. мтап вынуждены были использовать для выполнения дальних полётов (с полной загрузкой горючим и боеприпасом) оба аэродрома — приютинский и угловский. 9 сентября 1943 года 1-й гв. мтап перелетел в Каменку.
Кроме 1-го гв. мтап КБФ в Приютине в разное время находились и др. полки и авиаэскадрильи 8-й и 61-й авиабригад КБФ: 11-й иап, 21-й иап, 15-й ап (он же 15 РАП; он же 15 ОРАП) КБФ.

А вот из воспоминаний лётчика 21-го иап КБФ Митрофанова: 

«Сравнительно небольшой полевого типа аэродром (теперь он распахан и частично застроен) располагался между пятым и шестым километром проходившего через Приютино автомобильного пути знаменитой Дороги жизни. Железнодорожная и автомобильная линии Дороги жизни у Приютина расходятся, охватывая бывший здесь аэродром с двух сторон. Со стороны железнодорожного полотна к границе аэродрома вплотную примыкал лесной массив. В нём маскировались самолеты и КП эскадрилий. Командный пункт полка размещался в отдельном усадебном домике с толстыми кирпичными стенами.
Столовая для летчиков и технического состава находилась на первом этаже главного здания. Второй этаж использовался под жилье наземного состава и службы.
Слева от дороги, идущей от усадебного дома на станцию Бернгардовка, в помещении бывшей начальной школы размещался медпункт 8-й авиабазы, обслуживавшей гарнизон… Напротив медпункта стояла двухэтажная деревянная вилла. Её занимали летчики. С ними, по традиции, начатой в Богослове, жил и я. …Командир и комиссар жили вместе в маленьком домике из двух смежных комнат, прихожей и кухни. По обеим сторонам дороги в Бернгардовку возвышались сосны. Воздух был чист и напоен запахом хвои»

.

## 1960—1970-е годы
К 1960-м годам Приютино стало убогим местом: парк утратил свою красоту, а все сохранившиеся постройки были поделены на обычные коммуналки. В 1960 году усадьба Приютино была включена в число памятников культуры республиканского значения; с 1971 года началось её расселение и подготовка первой музейной экспозиции. 17 декабря 1974 года первая экспозиция, посвящённая дому Олениных, была открыта в двух залах главного усадебного дома. Был также заказан проект реставрации главного усадебного дома и ротонды над молочным погребом. Были выявлены прямые потомки А. Н. Оленина и с их помощью в музее появились материалы — портреты, личные вещи семейства Олениных. Тогда же привели в порядок парк: сделали дорожки, облагородили деревья. С годами «Приютино» стало полноценным музеем с богатыми фондами, яркой интерьерной экспозицией и чудесными пейзажами вокруг.

## Новейшая история

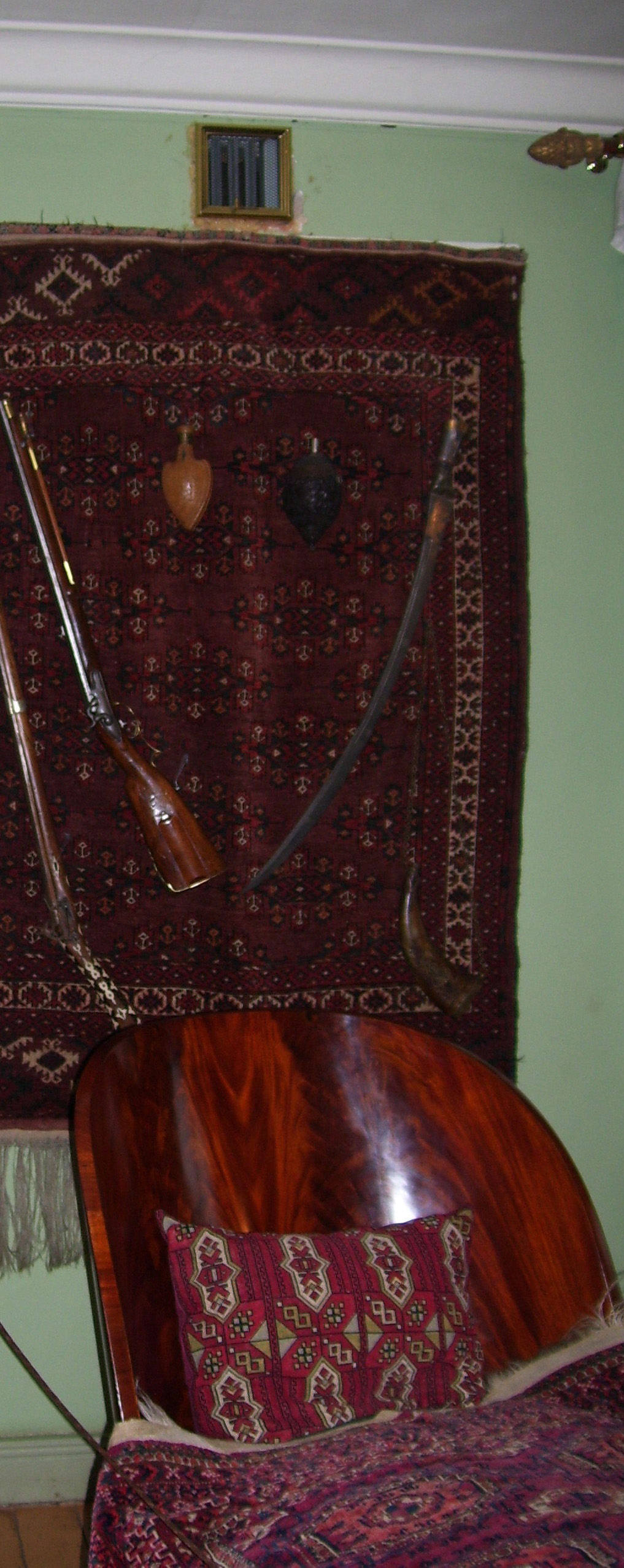
Комната молодого человека в барском доме усадьбы Приютино

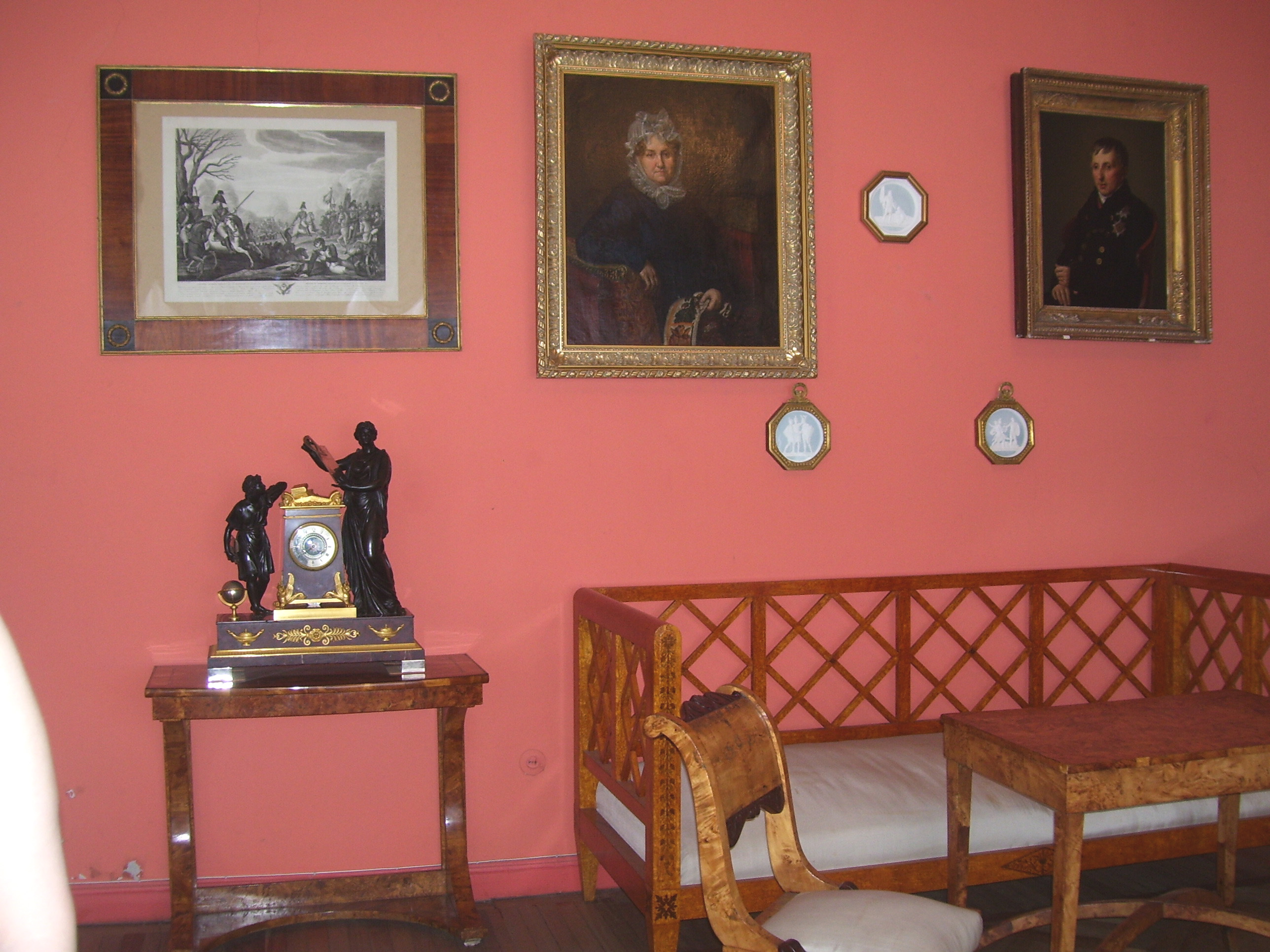
Гостиная в барском доме усадьбы Приютино с портретами А. Н. и Е. М. Олениных.

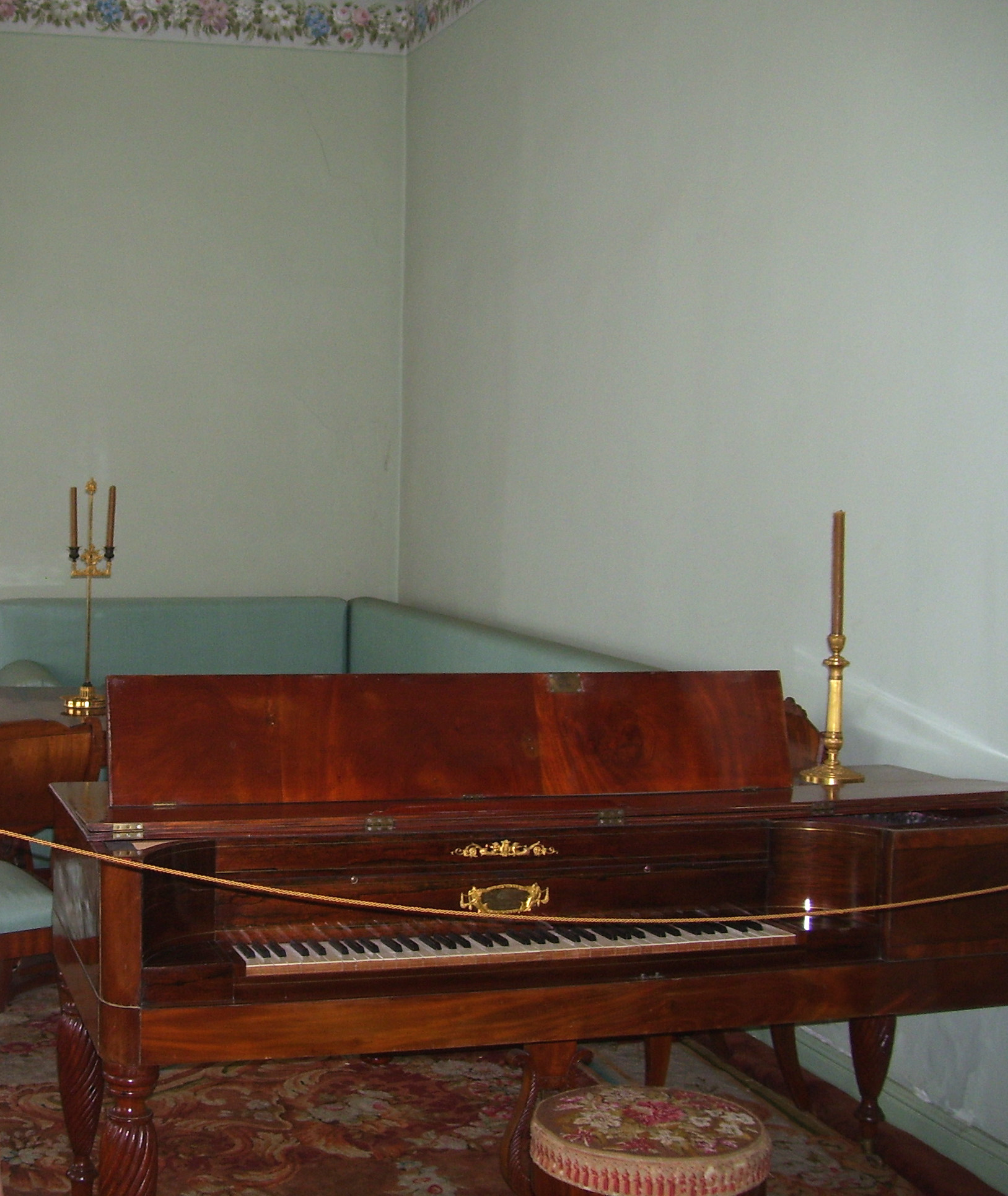
Кабинетный рояль в малой гостиной.

В 1978 году музей был закрыт, и началась реставрация господского дома, которая была завершена к 1990 году. В мае 1990 года музей снова начал принимать посетителей.
Реставрация была выполнена на очень низком уровне. Однако все помещения господского дома воссозданы с использованием атрибутов того времени и даже были найдены предметы из дома Олениных, которые также помещены в экспозицию.
Воссозданы комната молодого человека и комната барышни. В комнате молодого человека размещён персидский ковёр с развешанным на нём оружием, в комнате барышни множество мелких бытовых вещиц — свидетелей эпохи, в том числе бальные туфельки. В экспозиции размещена копия картины К. П. Брюллова «Портрет Григория и Варвары Олениных».
Администрация музея делает попытки подновления музейного комплекса собственными скромными силами и средствами, однако время и неблагоприятные внешние условия неумолимо берут своё. Тем не менее, научно-просветительская работа продолжается и в 2008 году изданы новый буклет музея с фотографиями интерьеров и научными пояснениями, а также книга о Приютине.
В списке ценных природных объектов, подлежащих охране во Всеволожском районе, утверждённом решением Всеволожского городского Совета народных депутатов от 8 апреля 1993 года, за № 26 значится: усадьба А. Н. Оленина «Приютино», 16 га, г. Всеволожск.
С начала 2000-х годов в Приютинском парке проводится ежегодный Фестиваль национальных культур «В гостях у Олениных». Для проведения музыкальных праздников устроена специальная сцена над прудом.
В 2003 году на территории проходили съёмки новогоднего телемюзикла «Осторожно, модерн! 2004», в 2004 году — съёмки телесериала «Винтовая лестница».
На основе федерального закона об инновационном центре «Сколково» в петербургском парламенте разрабатывался аналогичный проект инновационной зоны «Приютино».
По состоянию на 2017 год собрание фондов музея насчитывало свыше 15 тысяч единиц хранения. По официальным данным, посещаемость музея составляла до 9000 человек.

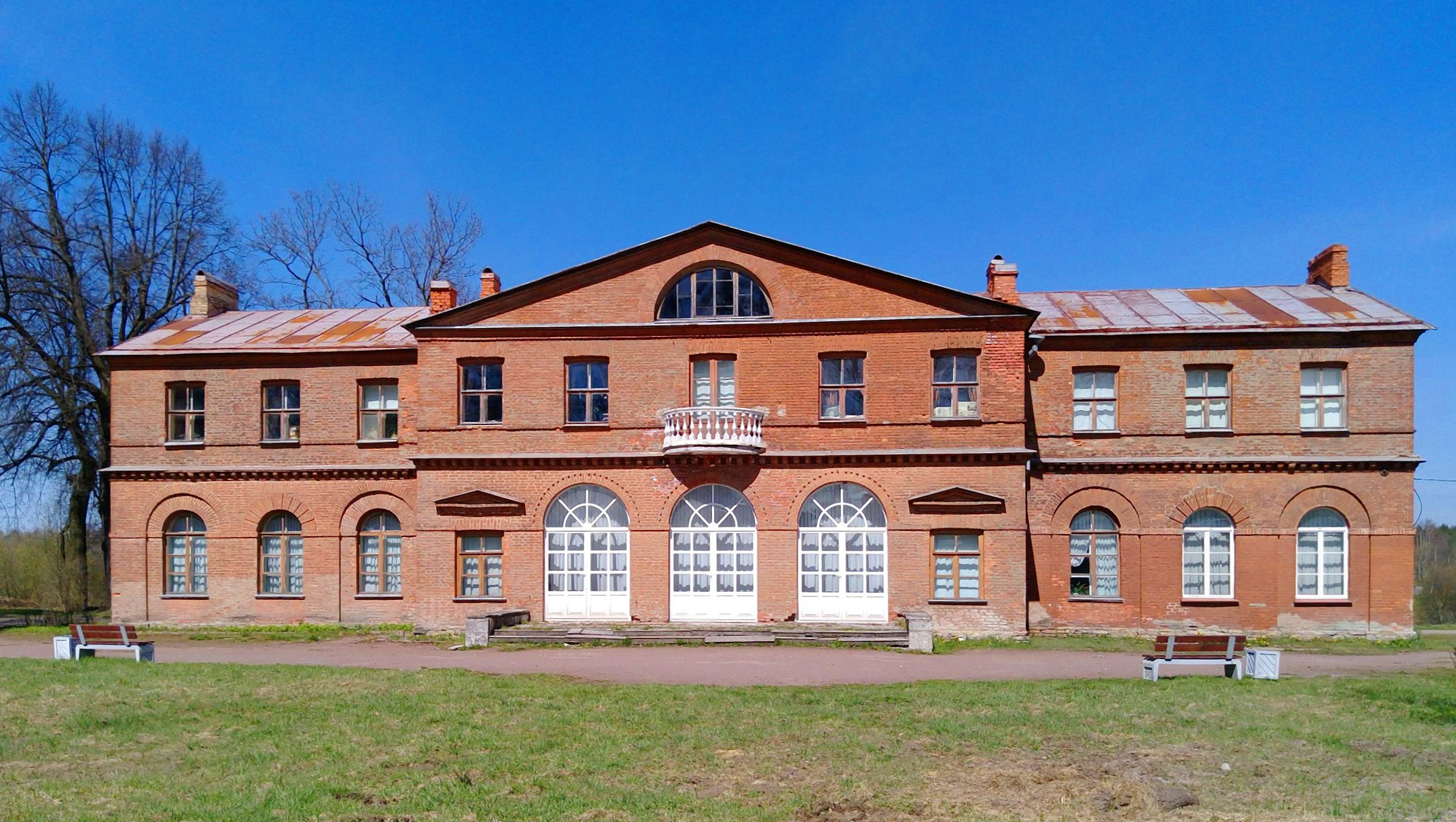
Главный усадебный дом. 2017 год

## Галерея видов

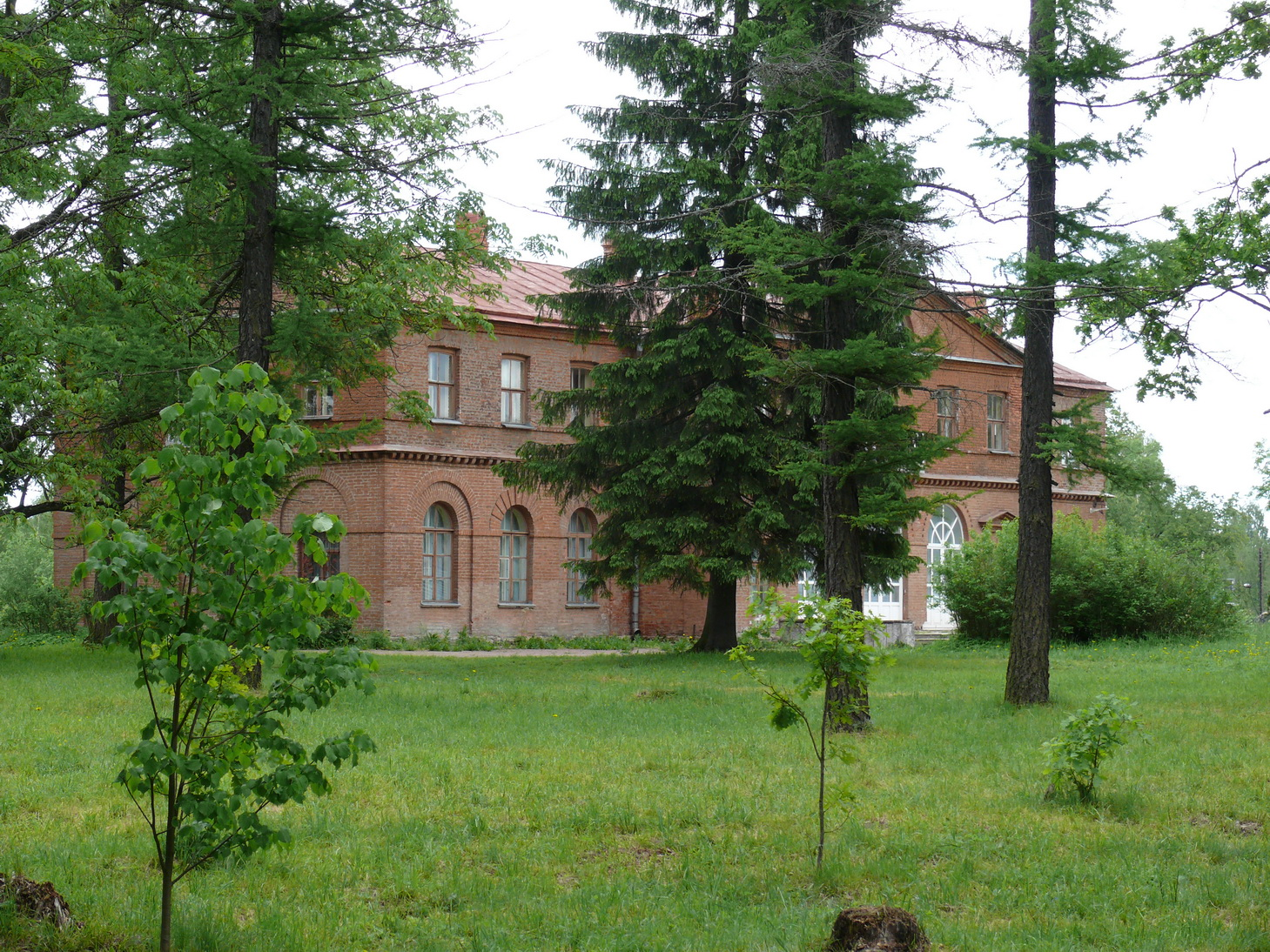
Господский дом усадьбы Приютино
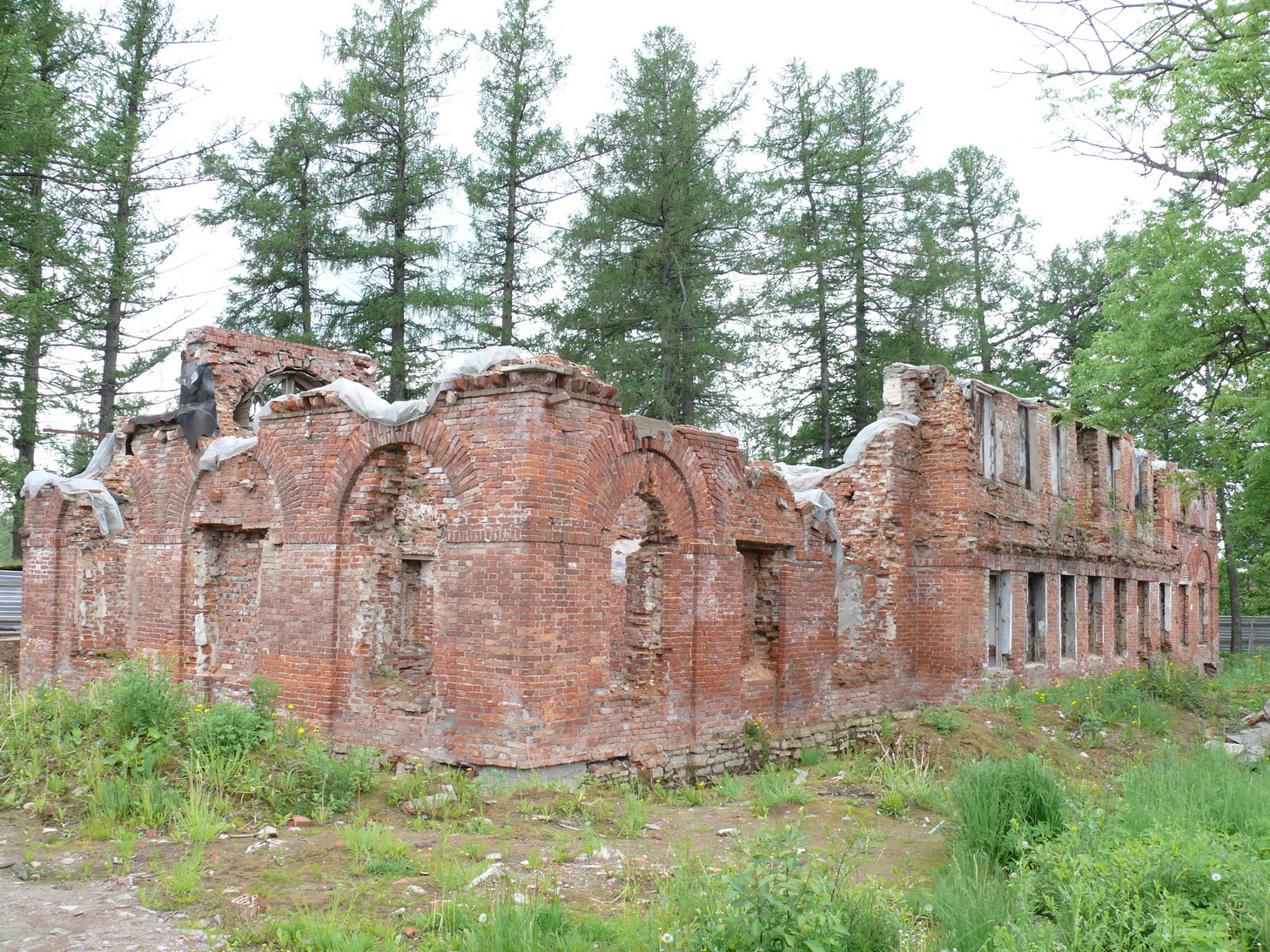
Руины флигеля усадьбы Приютино
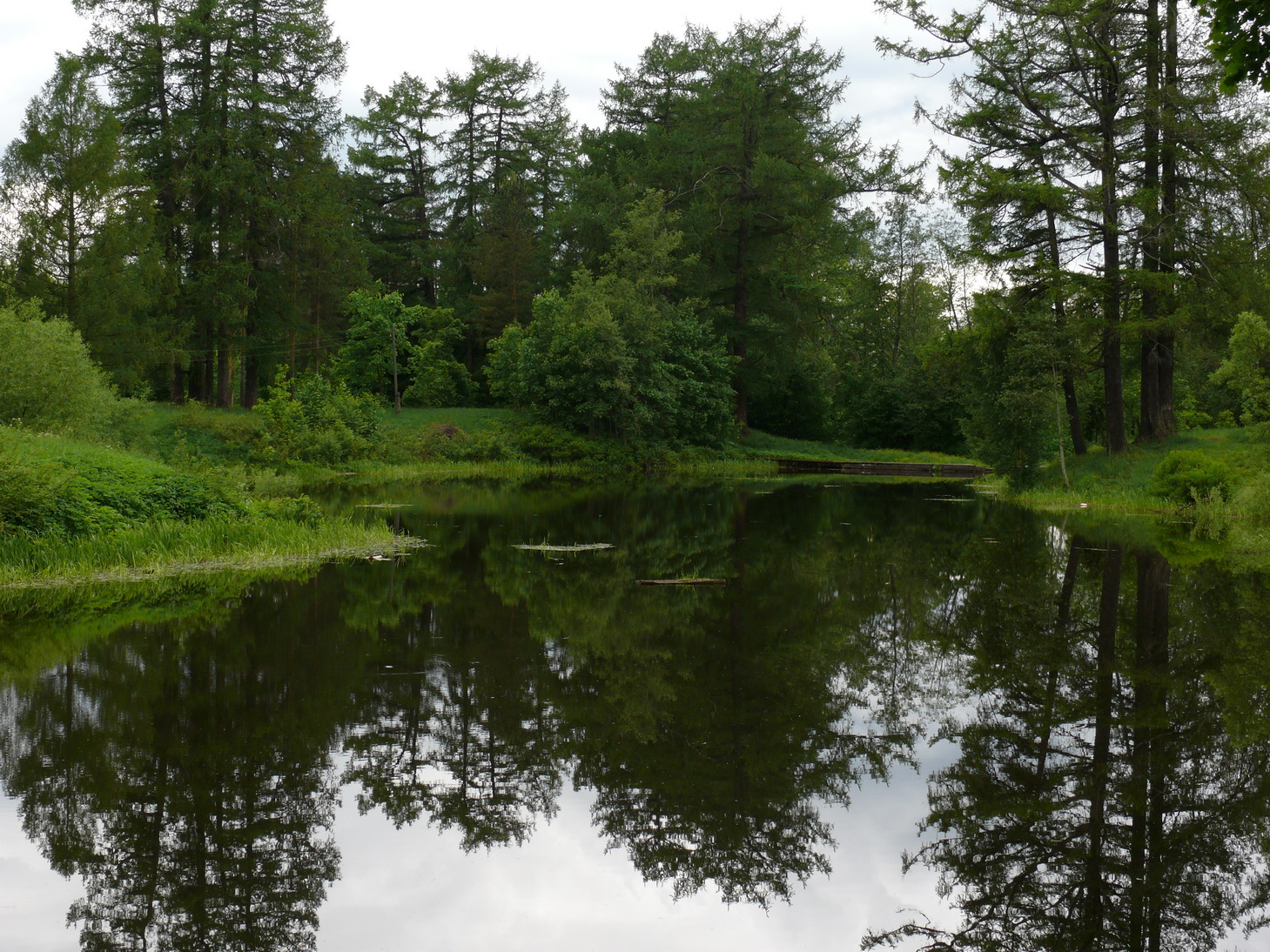
Запруда в усадьбе Приютино
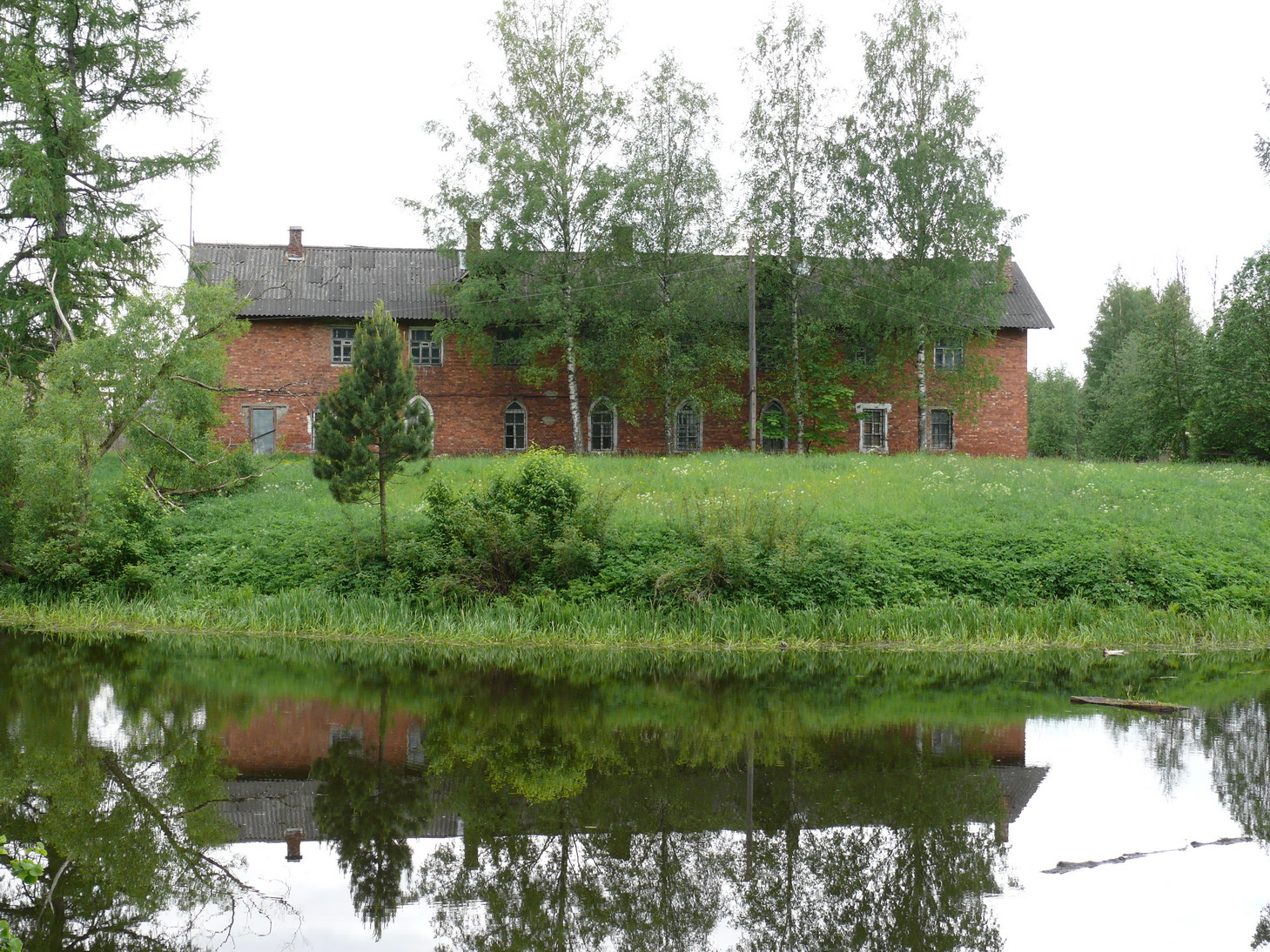
Кирпичный дом в усадьбе Приютино
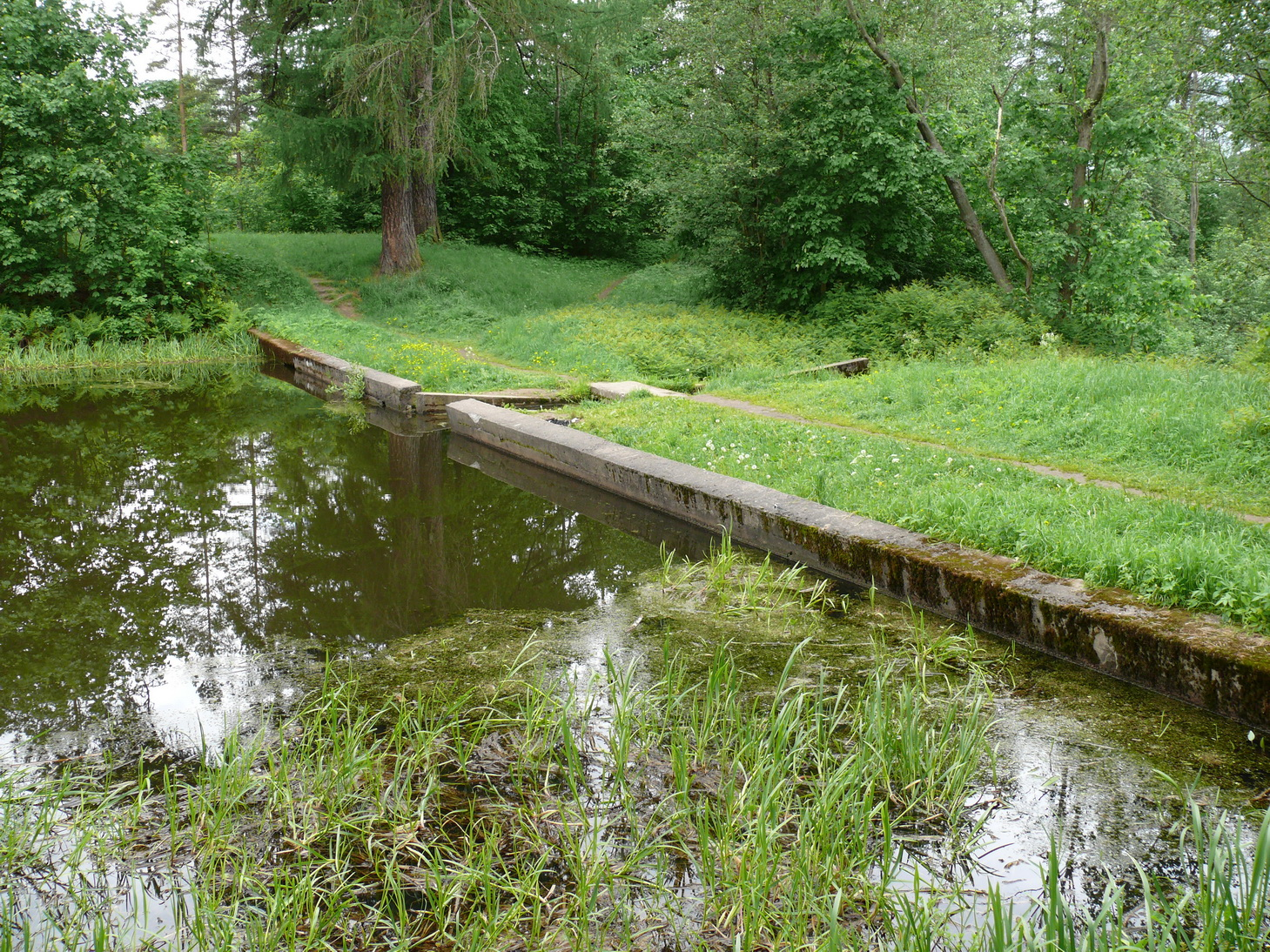
Водослив на запруде в Приютино
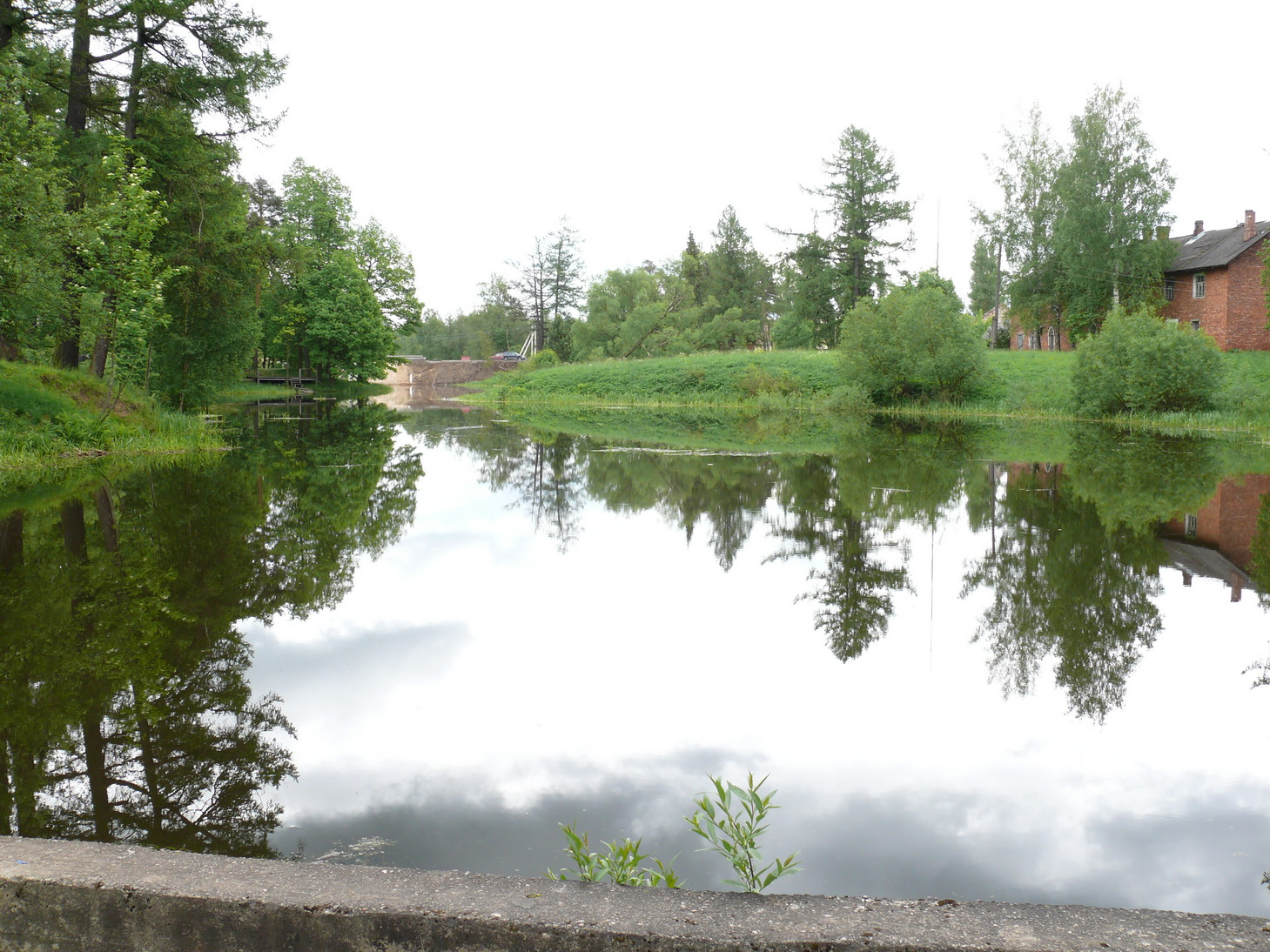
Вид с водослива на запруду и Дорогу жизни
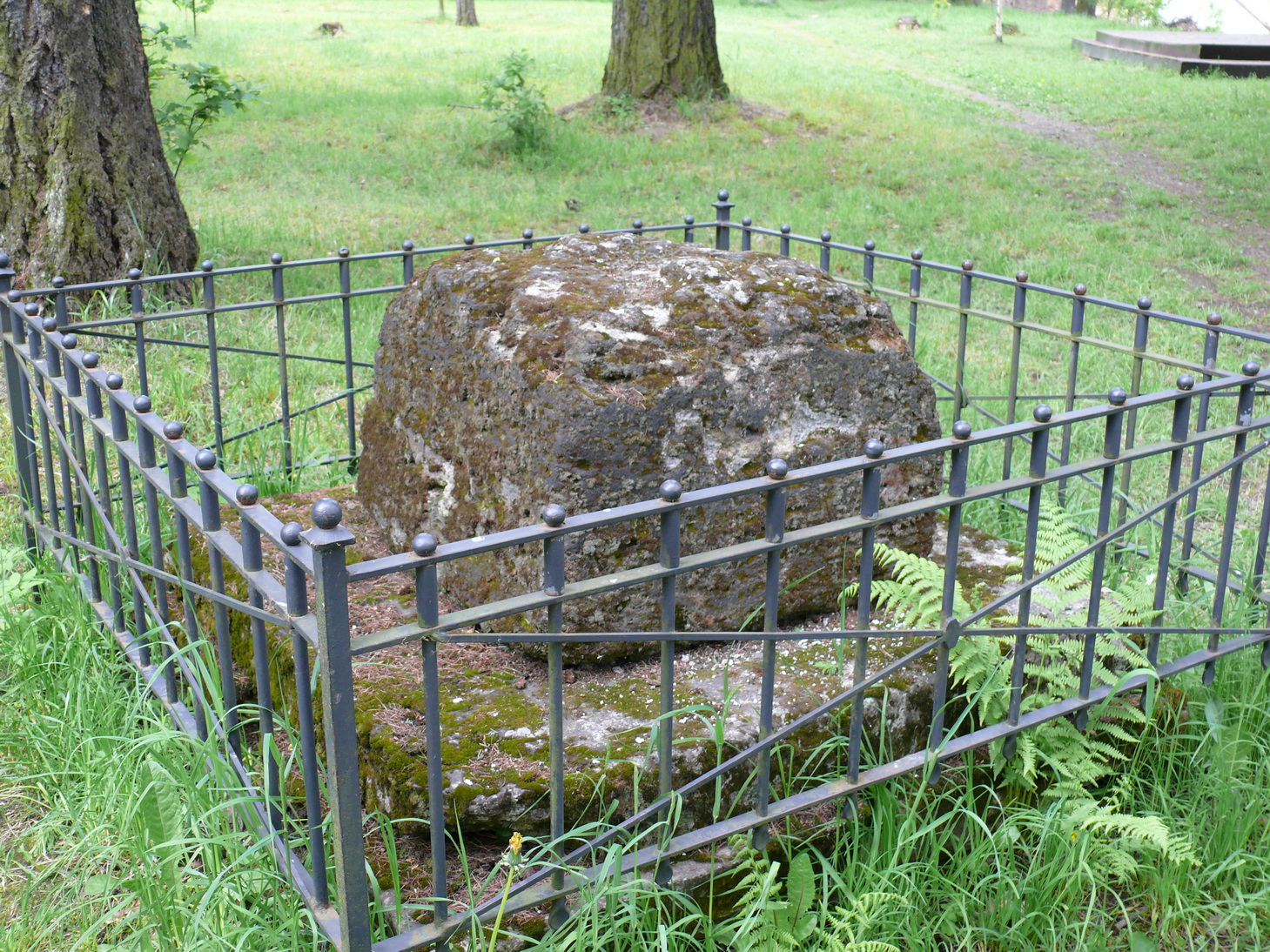
Памятник-кенотаф Николаю Оленину, старшему сыну, погибшему под Бородиным
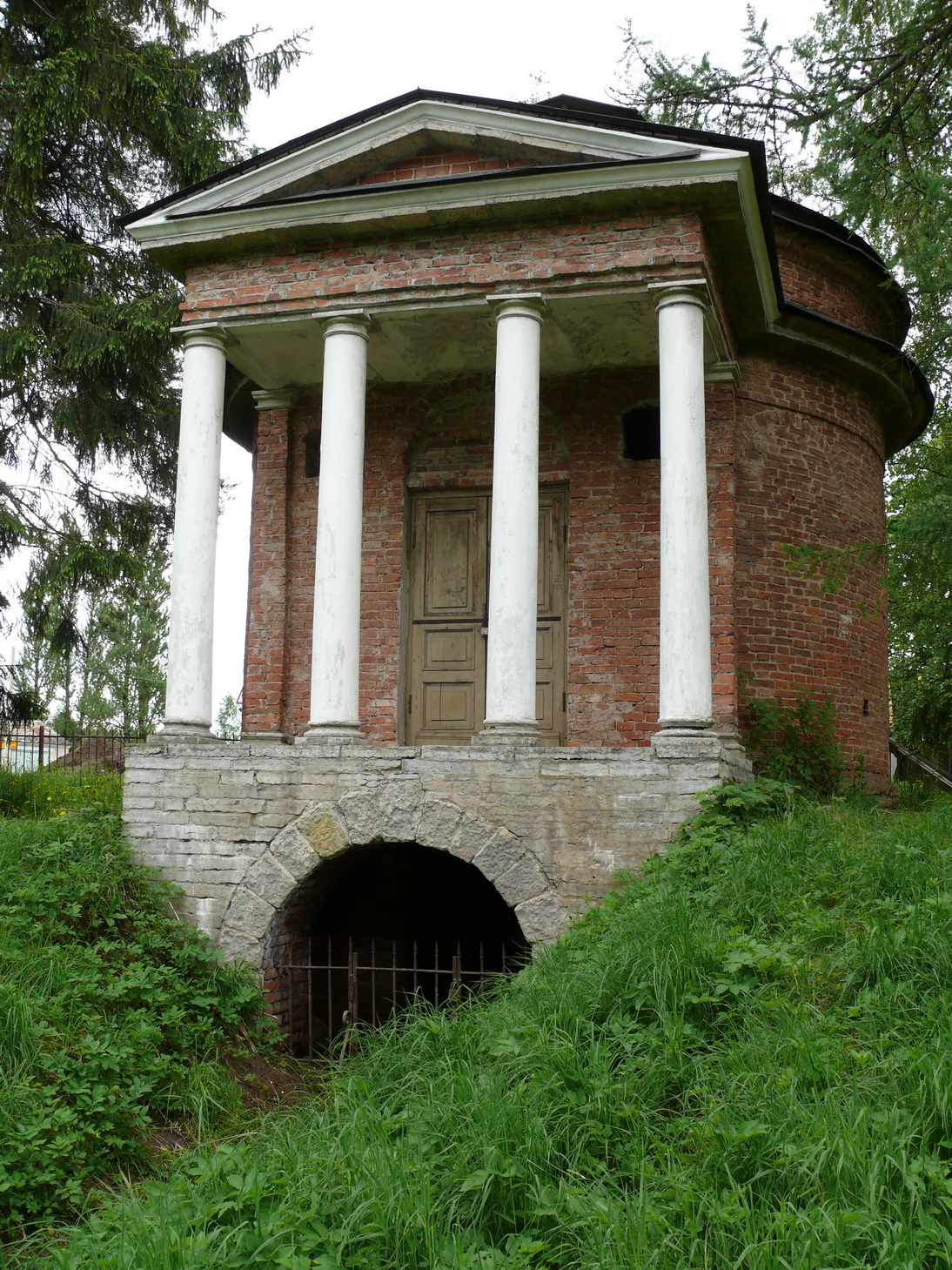
Молочный погреб в виде ротонды
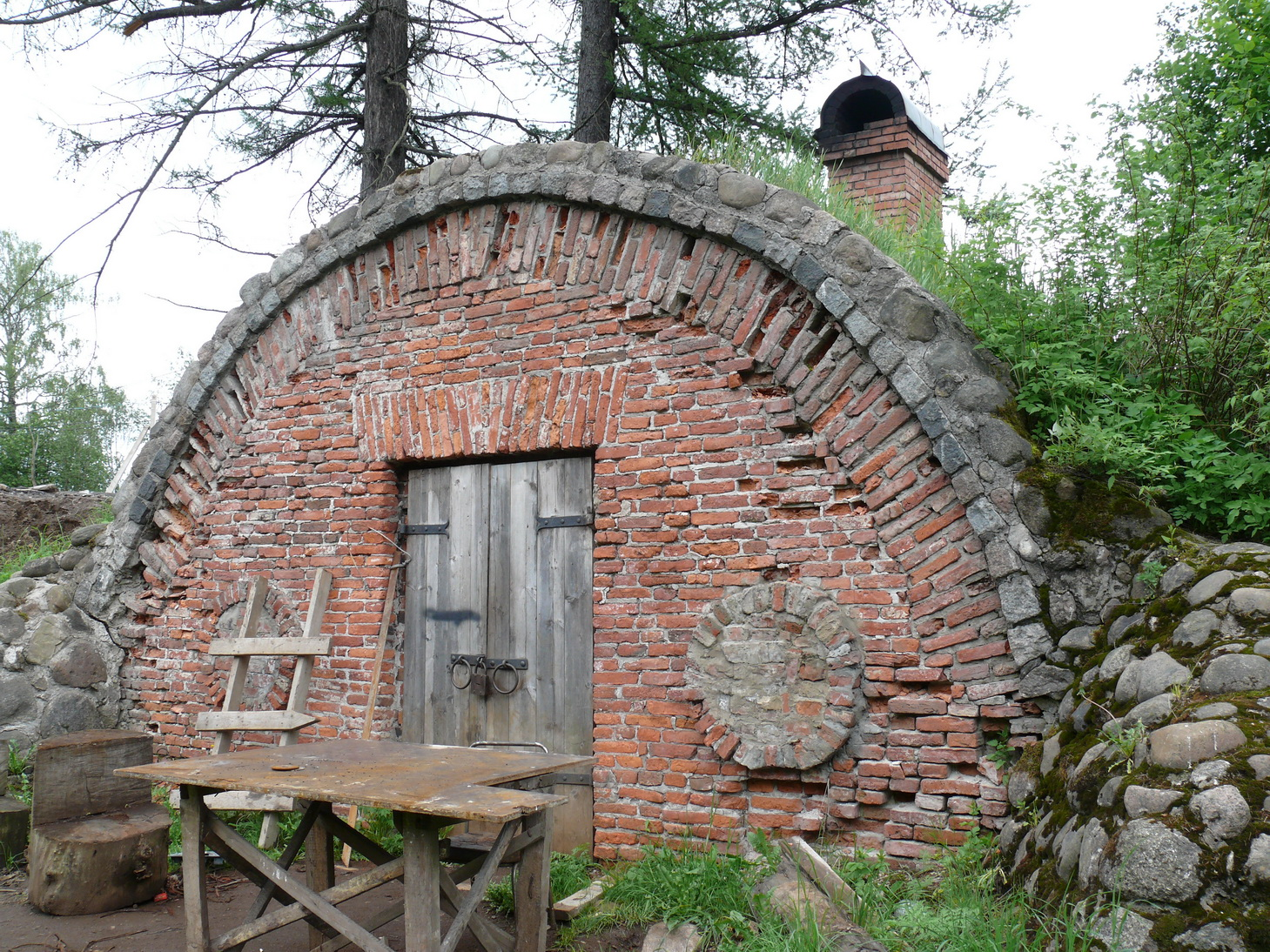
Кузница на берегу пруда
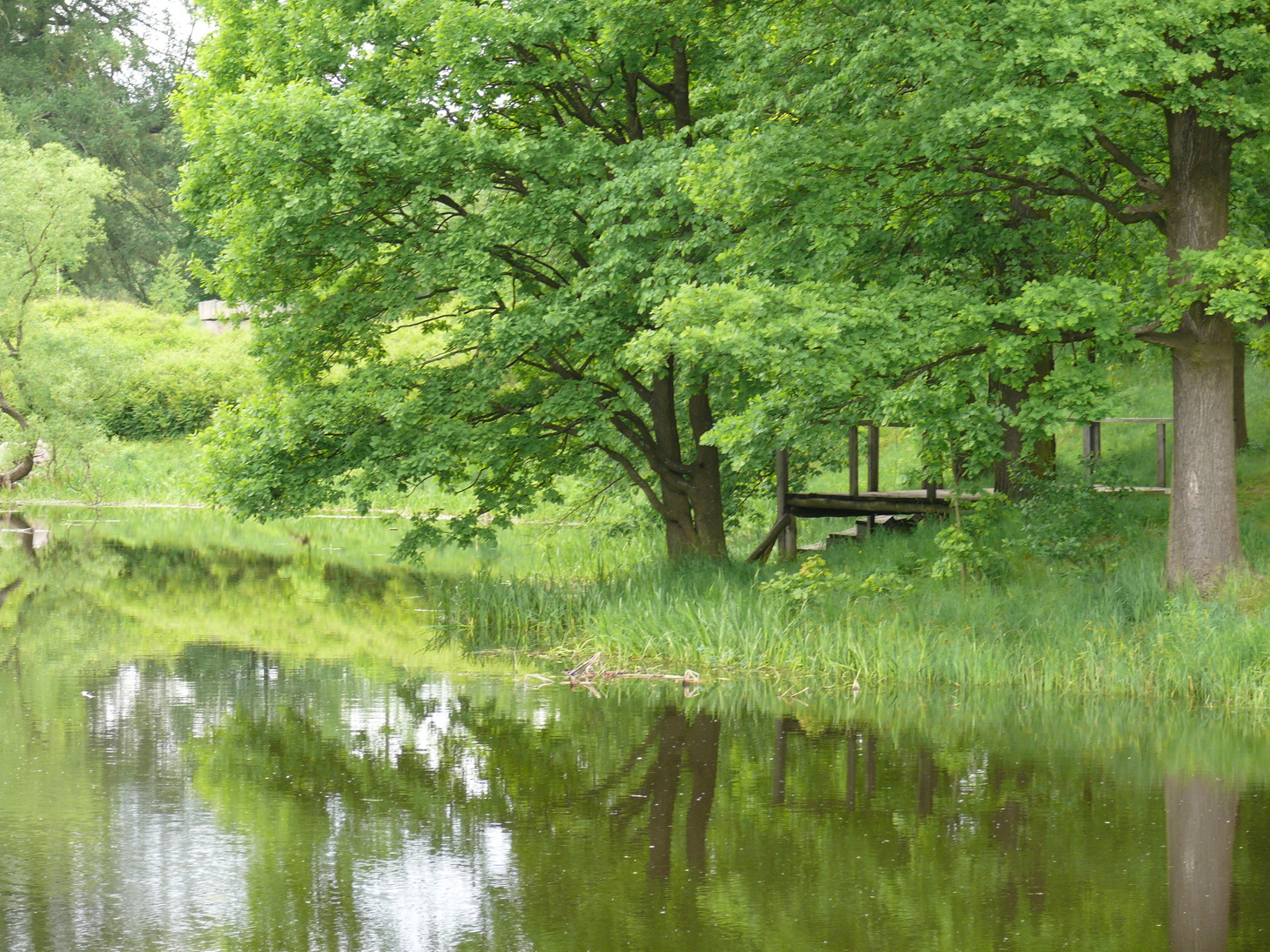
Деревянный причал в Приютино. Месторасположение не соответствует оригиналу.
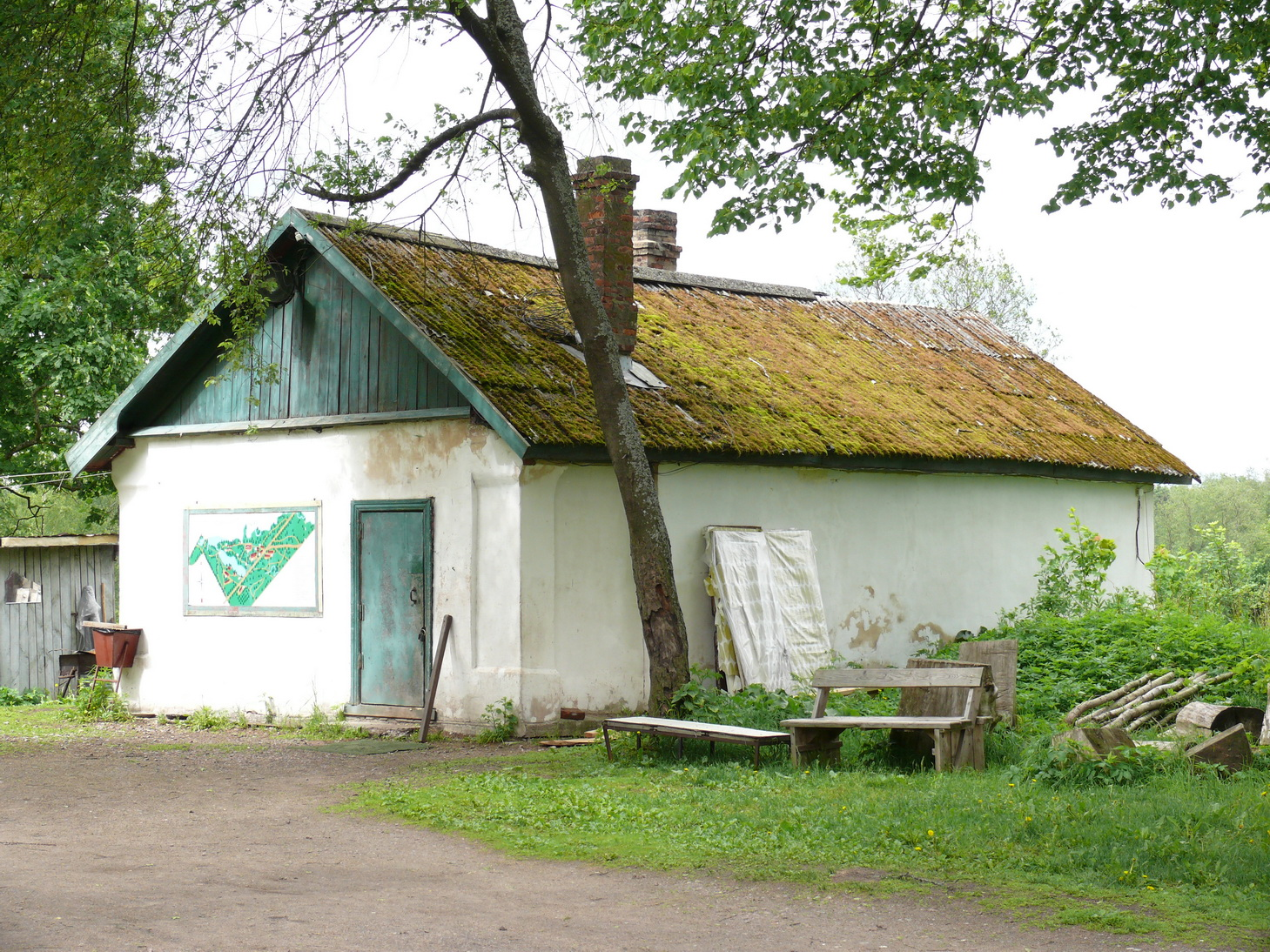
Винный погреб
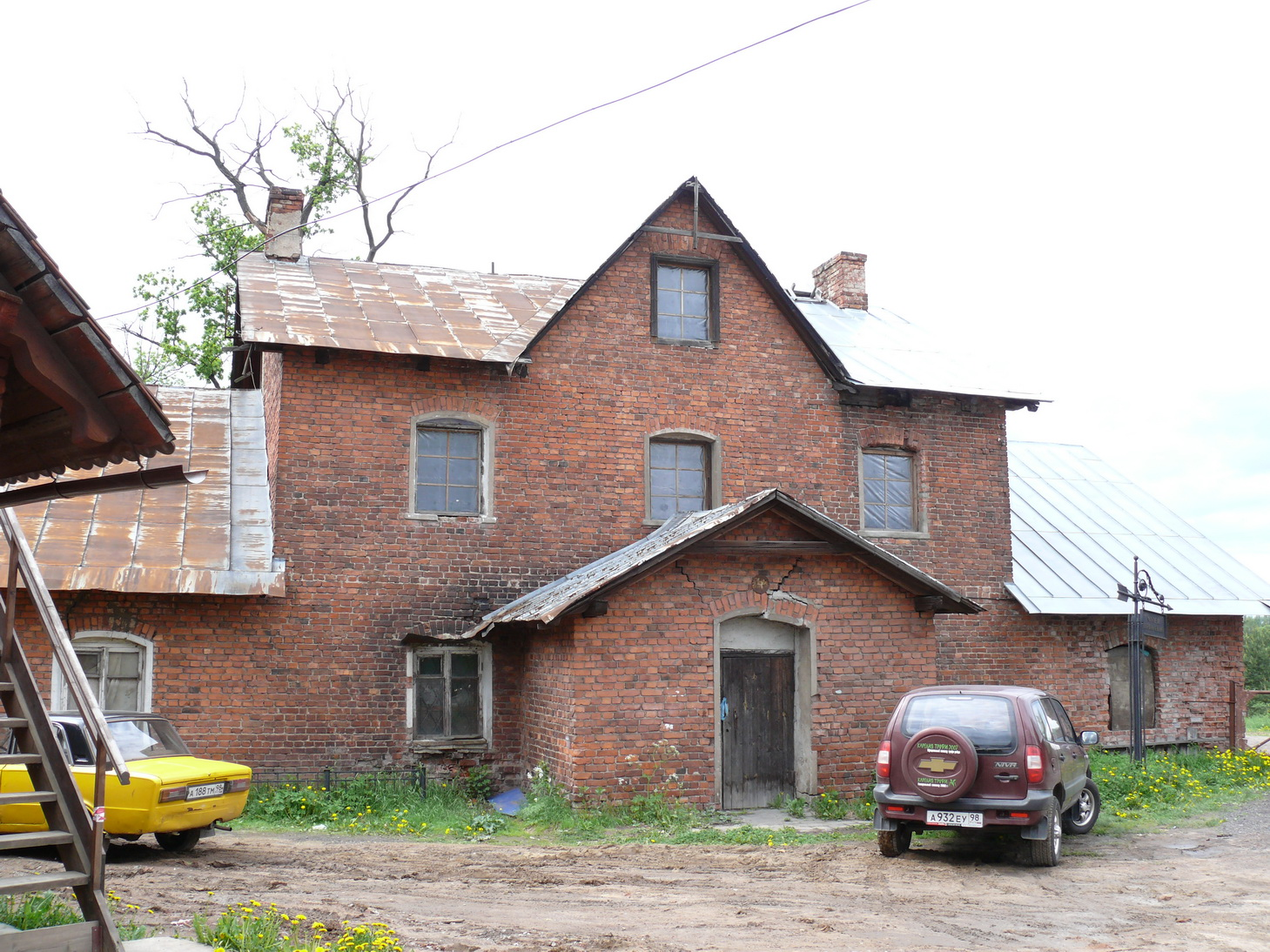
Людская
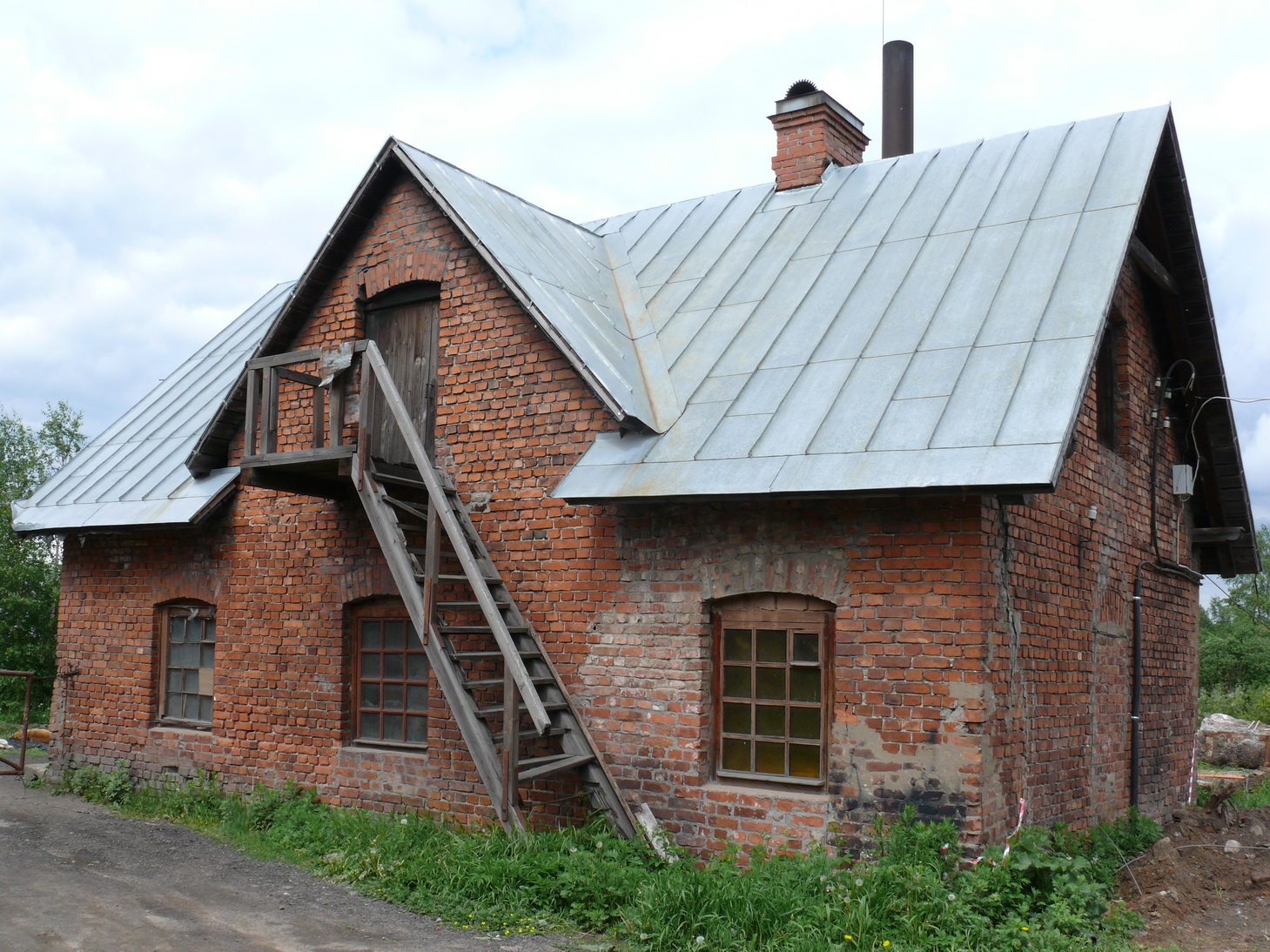
Господская кухня и прачечная
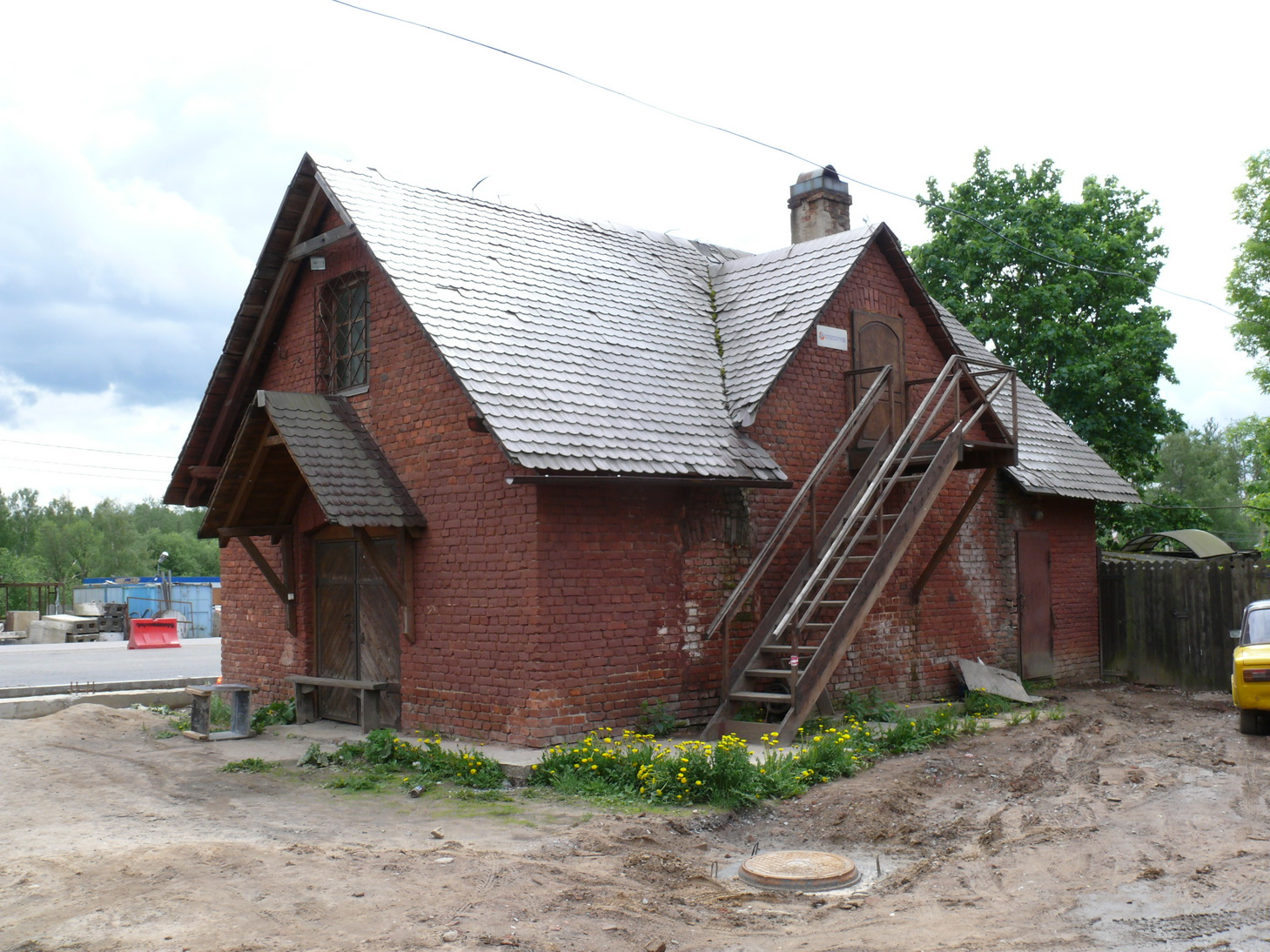
Хлебный магазин
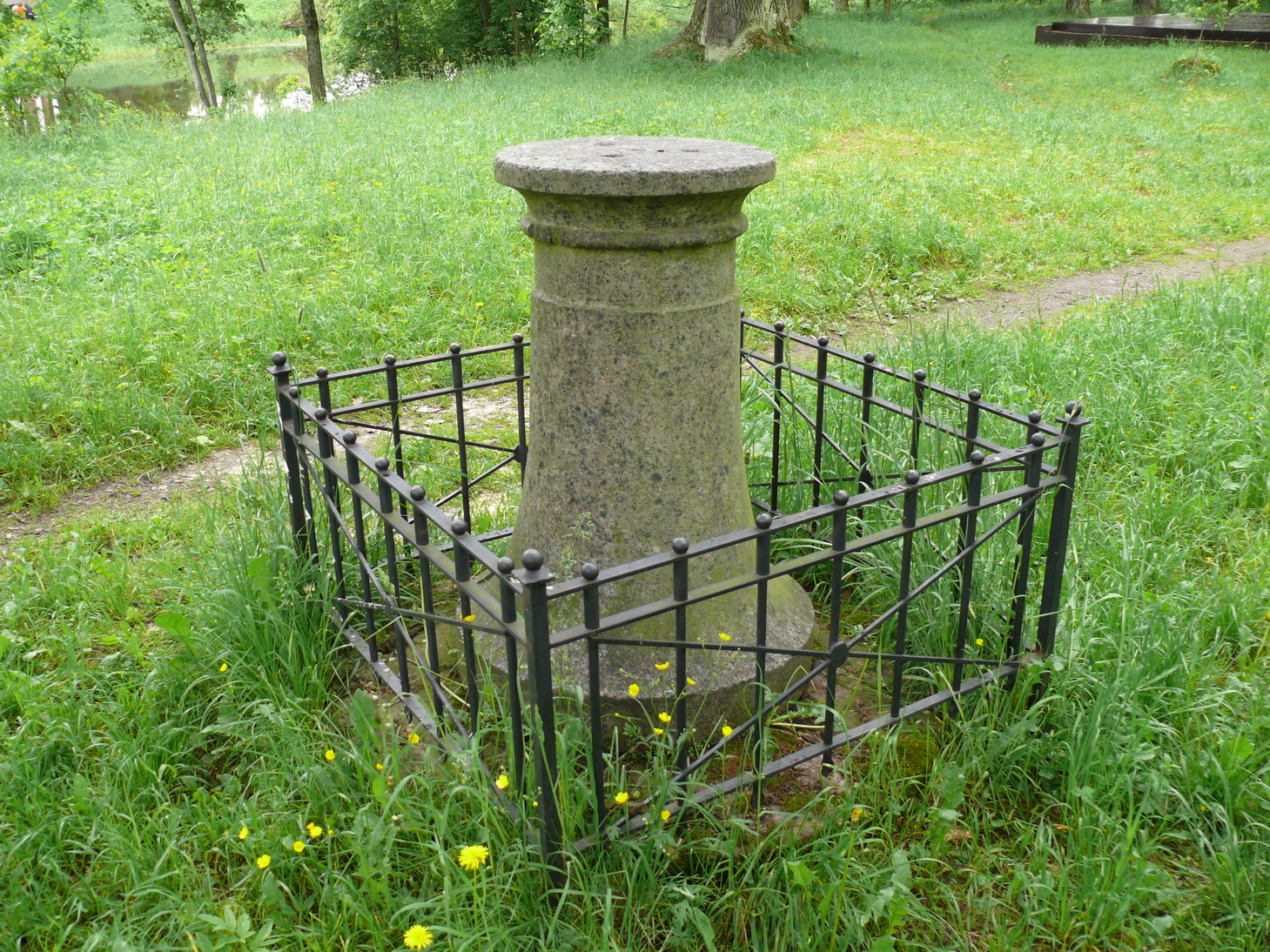
Пьедестал солнечных часов
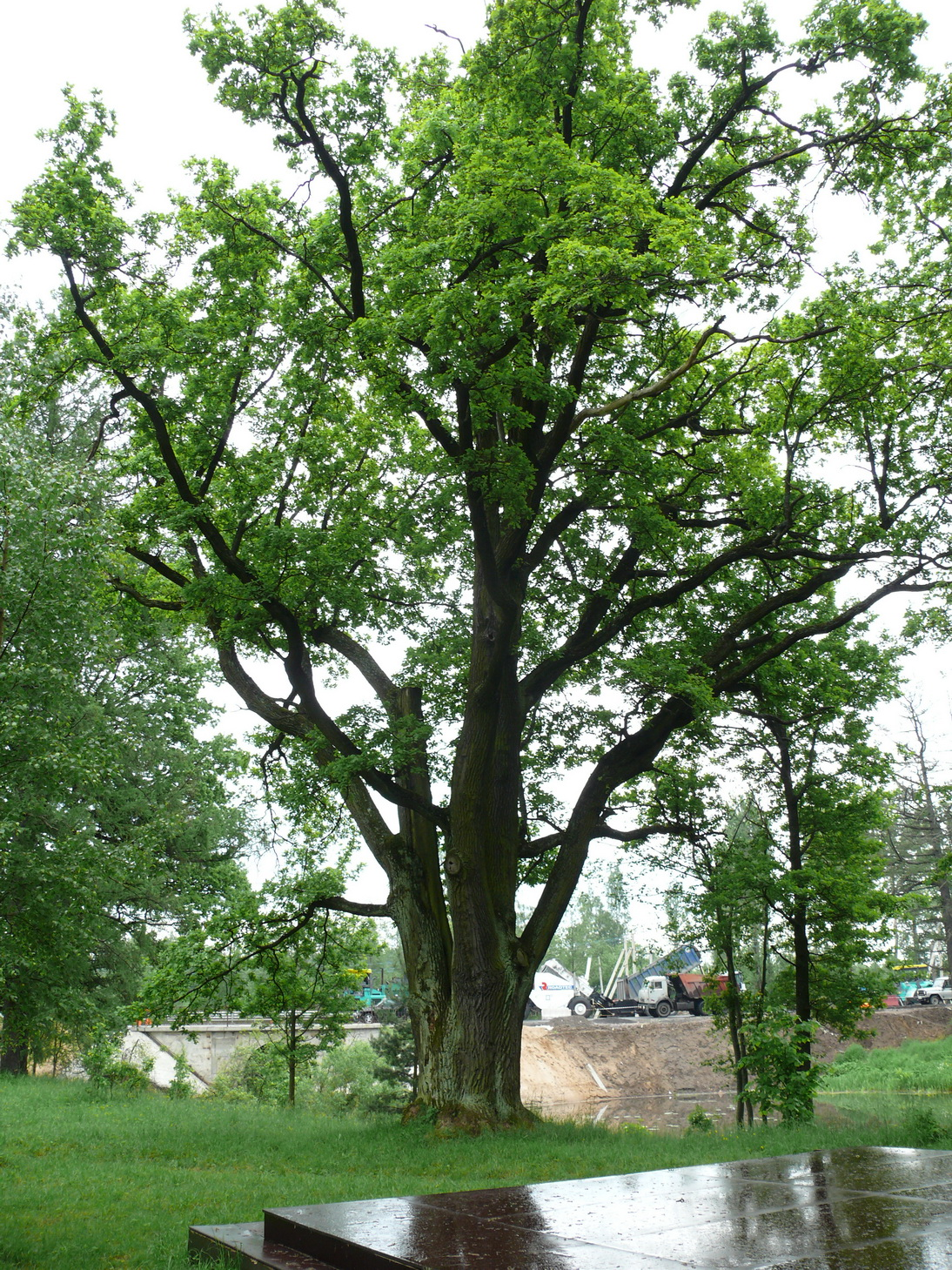
Один из старинных дубов, которые сажали в честь рождения детей
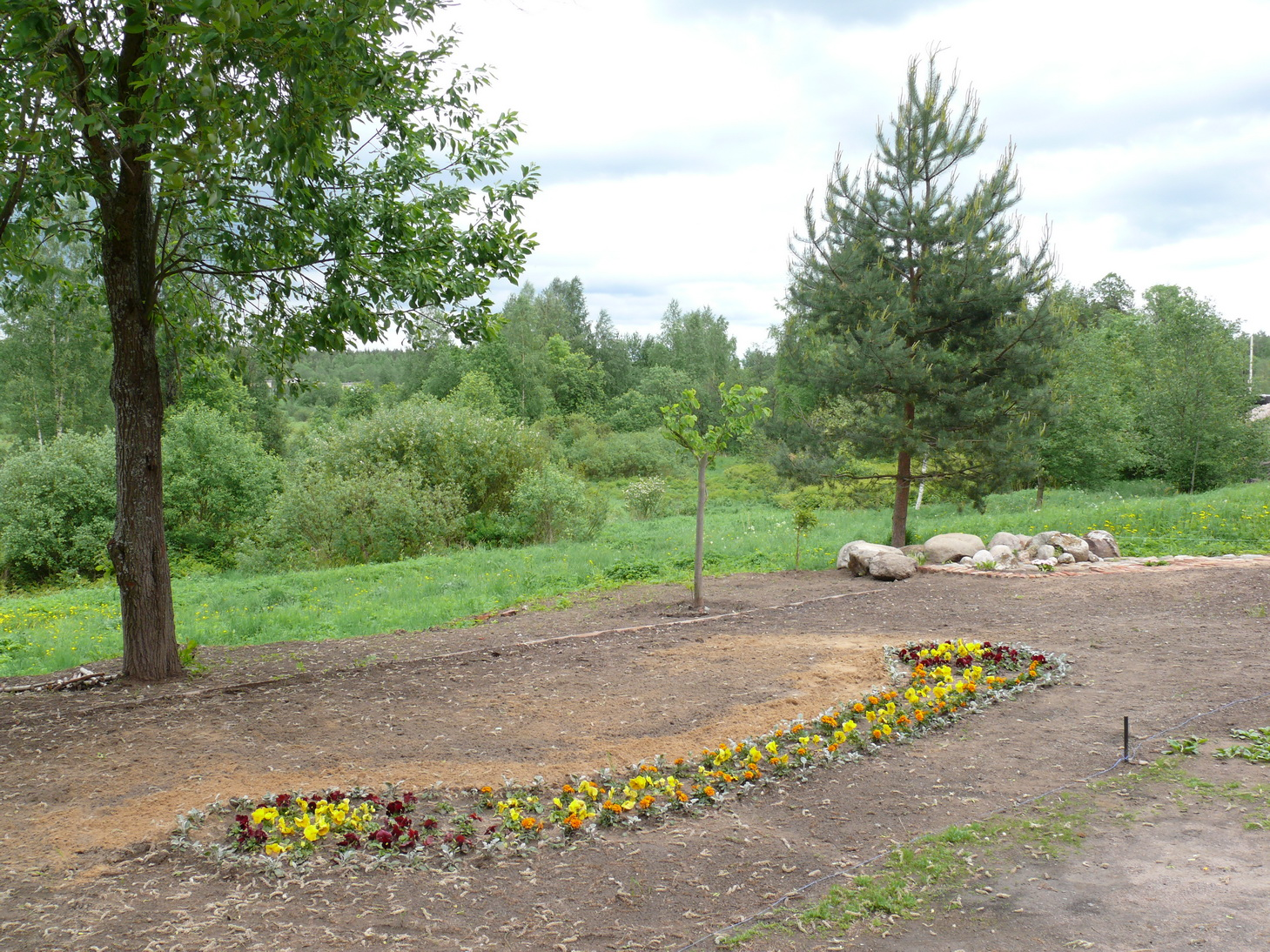
Цветник у входа в господский дом
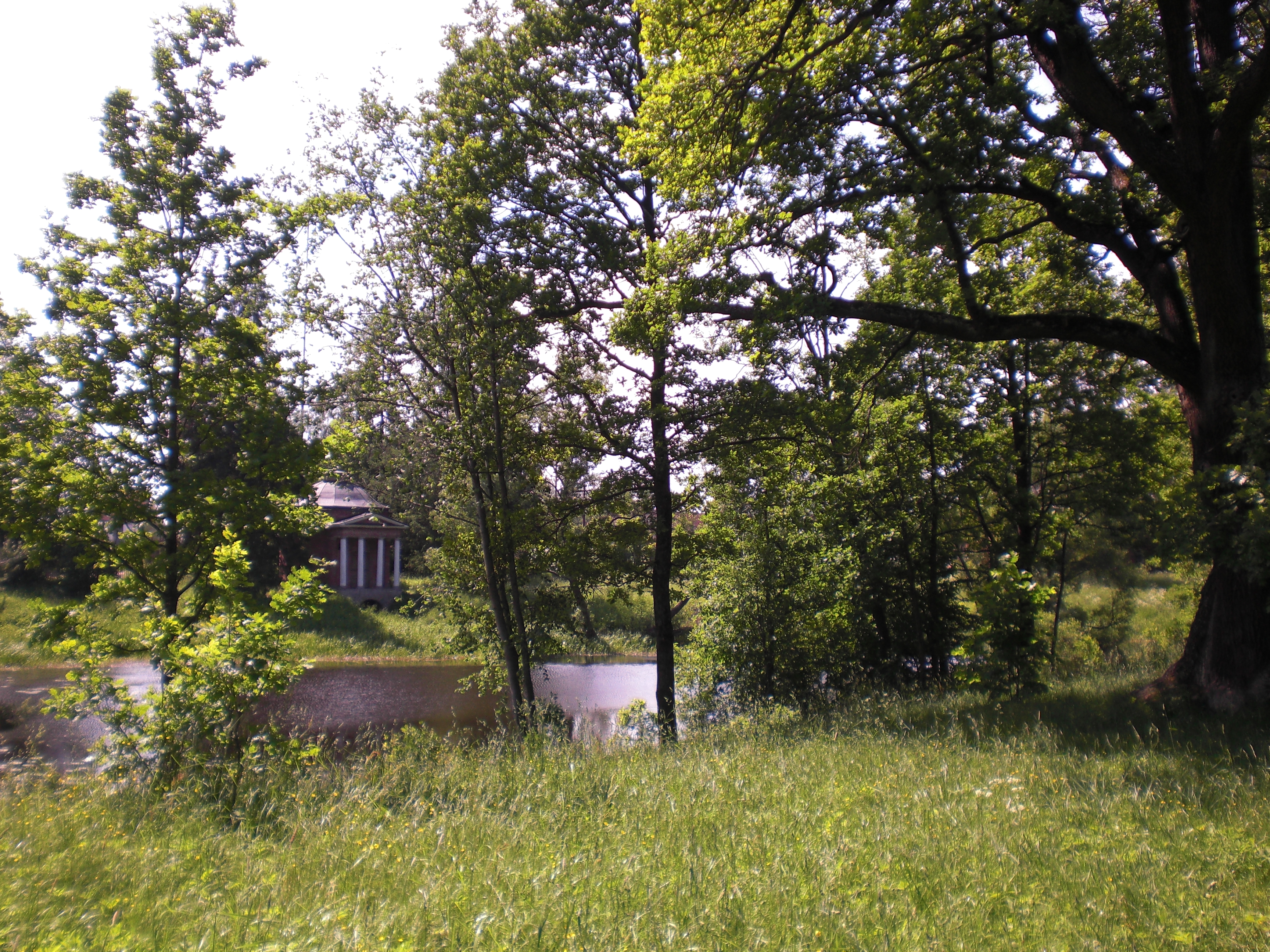
Молочня или мемориальная ротонда в парке усадьбы Приютино
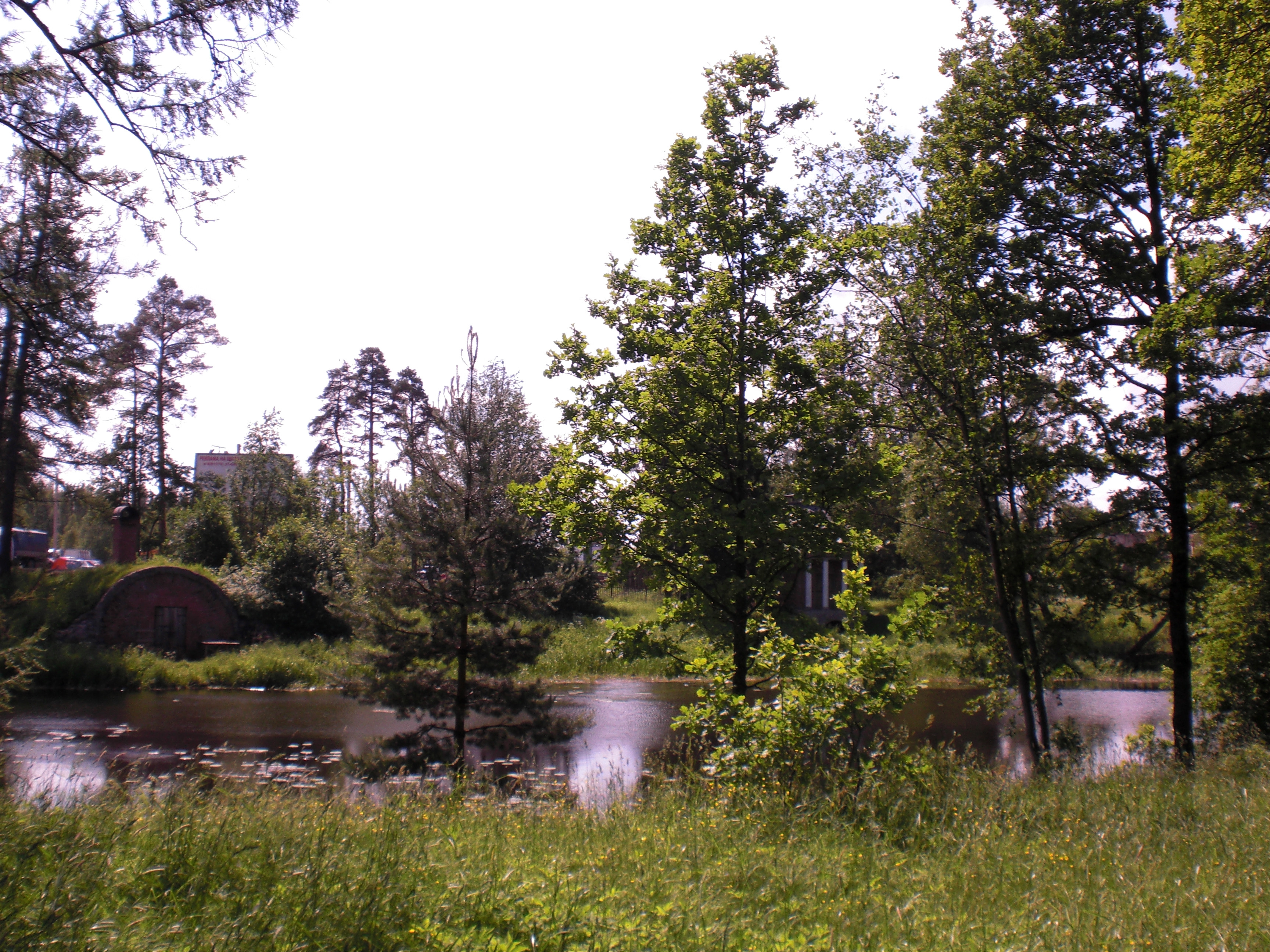
Кузница и ротонда в парке Приютино
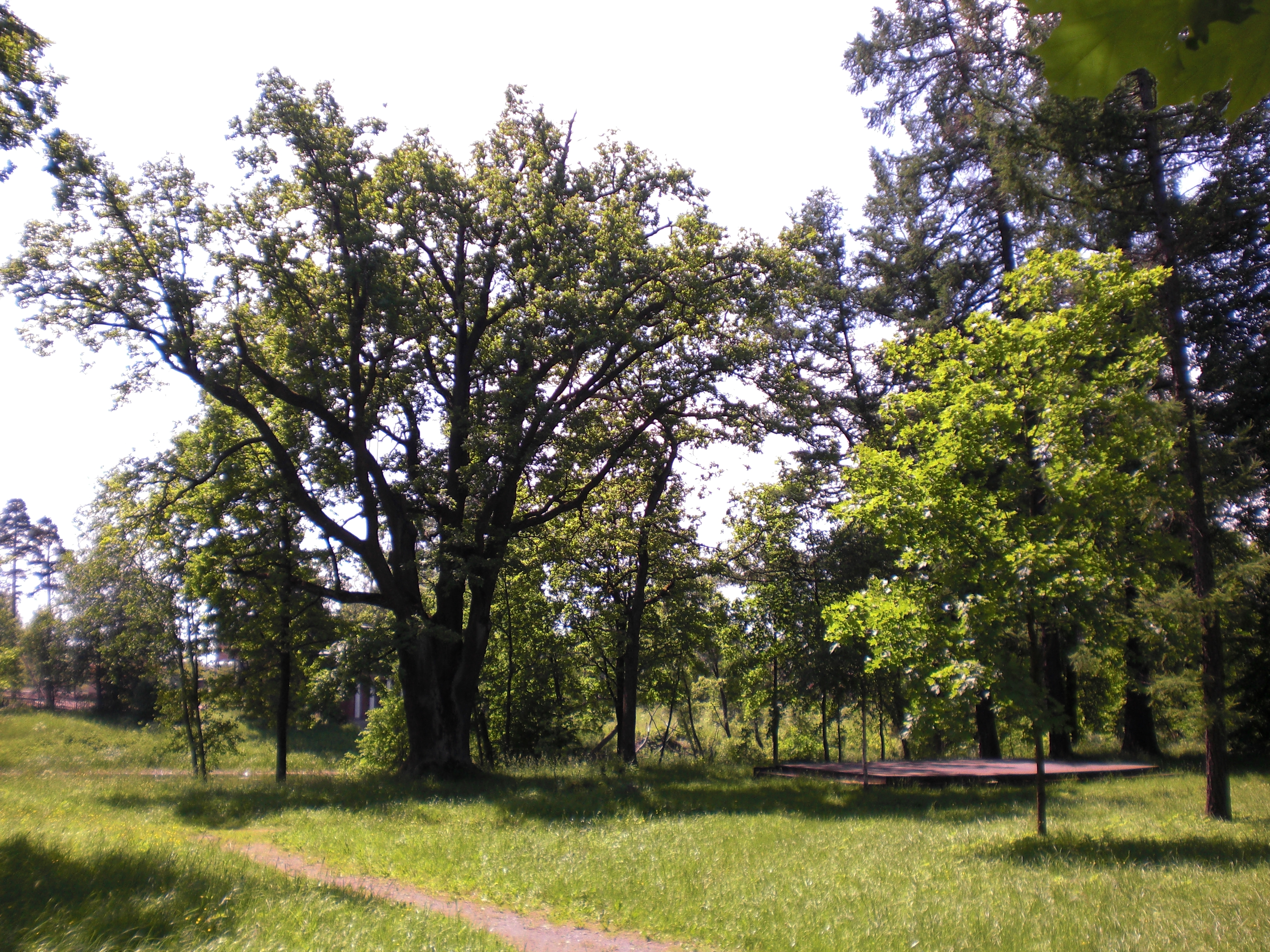
Площадка для проведения праздников open-air в парке Приютино